# Принтер

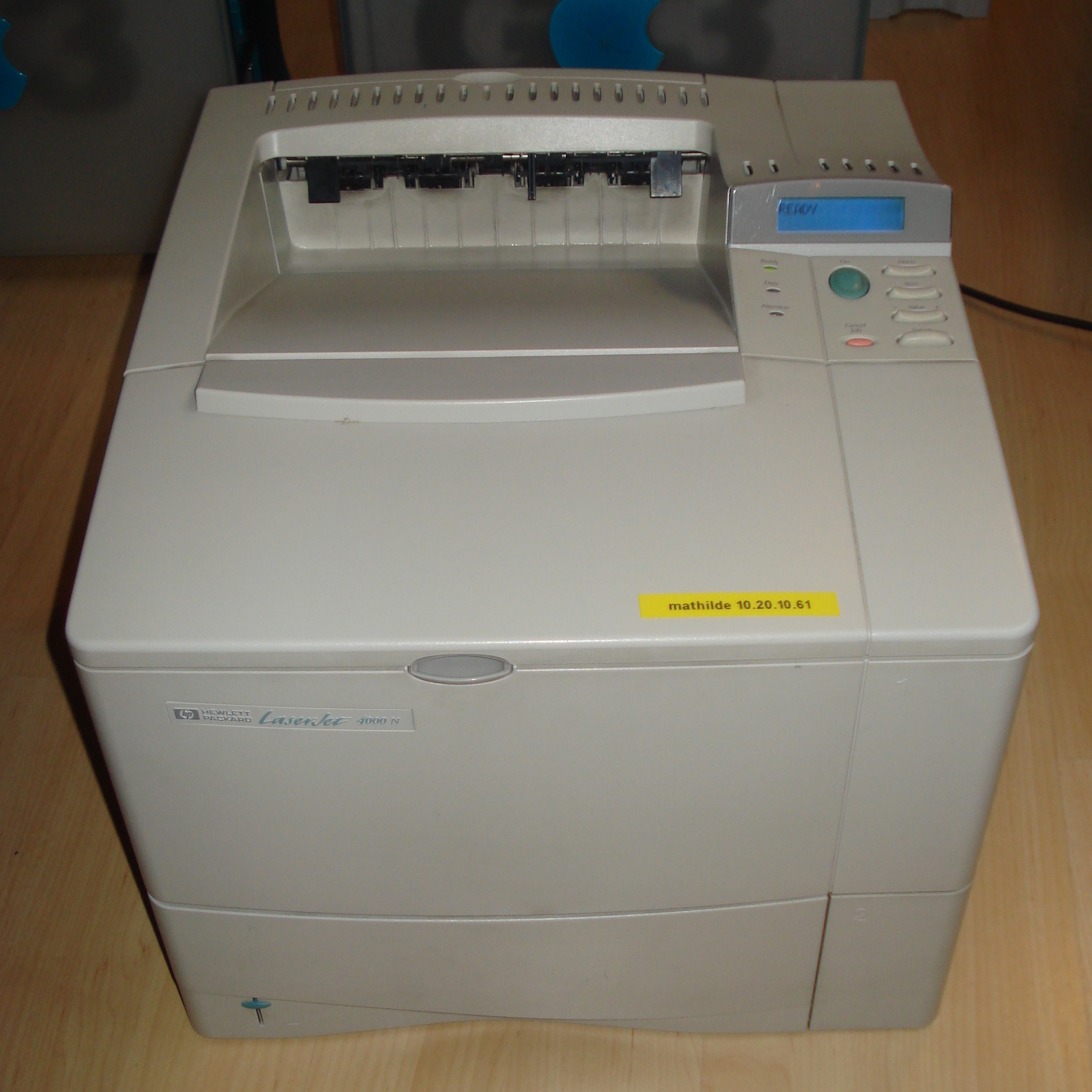
Лазерный принтер HP 4000, модель 1990-х годов

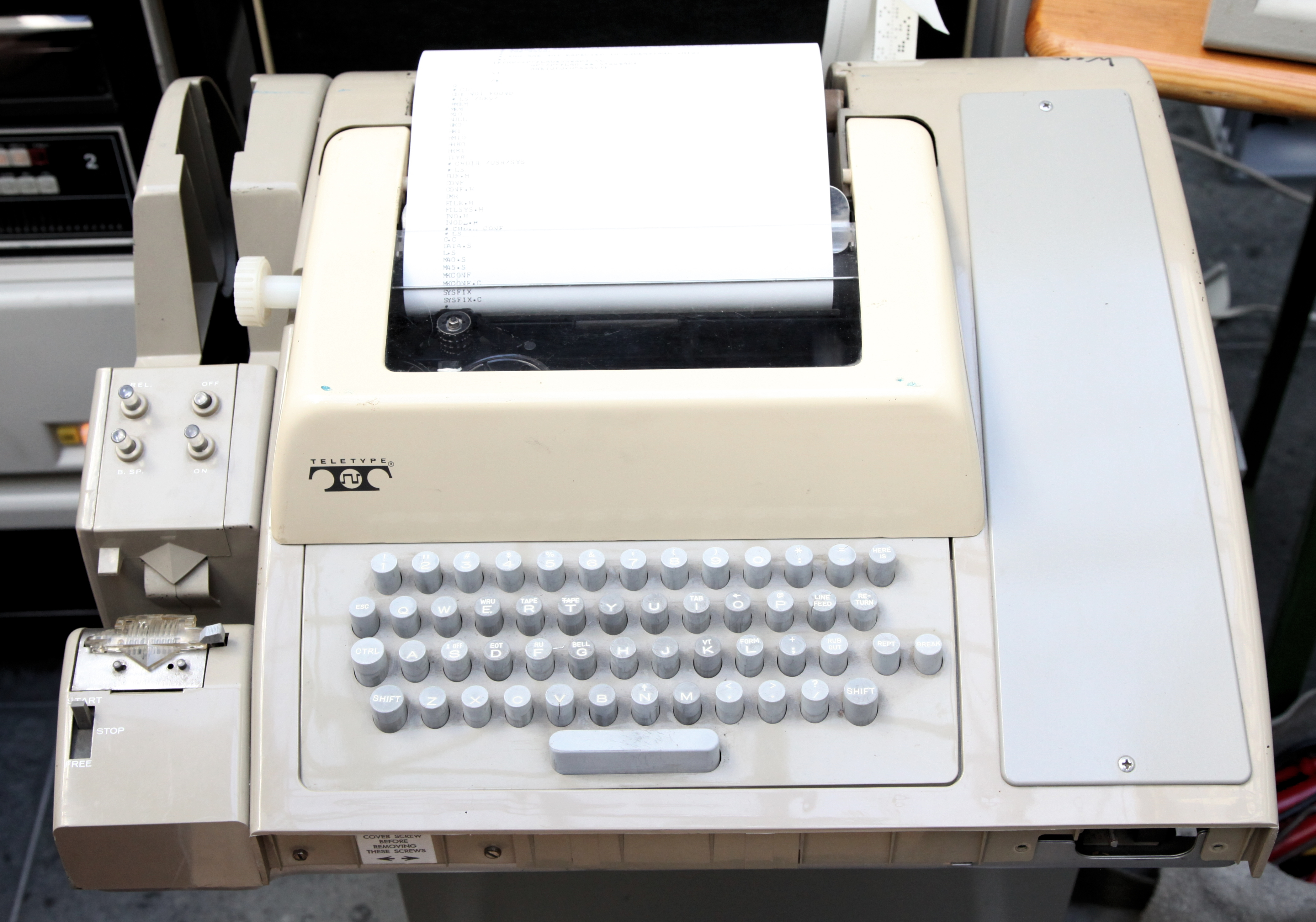
Телетайп ASR 33, использовавшийся как компьютерный терминал

Принтер (англ. printer) — устройство, автоматически печатающее информацию представленную в компьютере в буквенно-цифровой или графической форме. Исторически существовало разделение на символьные печатающие устройства и графопостроители, которые вычерчивали изображения. В 80-е годы обе группы устройств стали часто перекрывать возможности друг друга.:66 В настоящее время выделяют вид устройств для нанесения преимущественно изображений (плоттеры), но отличаются они не техникой нанесения, а форматом передаваемых данных. Слово принтер вошло в русский язык в 80-е годы (первоначально — для печатающих устройств, подключаемых непосредственно к персональным компьютерам). Печатающие устройства можно разделить на группы по возможности работы с персональными компьютерами. Существуют группы печатающих устройств не работающих с персональными компьютерами или работающих как с ними, так и с иным оборудованием.:5
Результатом работы принтера является распечатка (англ. hard copy), выполненная обычно на бумаге или полимерной плёнке. Специализированные виды принтеров (например, плоттер), могут являться как периферийным устройством компьютера, так и центральным звеном автоматизированной системы.:109 Многофункциональные устройства (МФУ) в одном приборе объединяют функции принтера, сканера, копировального аппарата и телефакса.

## Классификация
- По возможности печати графической информации принтеры делятся на:

- алфавитно-цифровые, иначе символьные или знаковые (с возможностью печати ограниченного набора символов);
- графические.

- По конструктивному устройству и принципу формирования изображения принтеры делятся на:

- принтеры ударного типа:

- литерные (шрифтовые) принтеры;
- матричные (игольчатые) принтеры;

- принтеры безударного типа:

- струйные принтеры;
- графопостроители (фломастерные или каплеструйные);
- лазерные принтеры (разновидность светодиодные принтеры);
- термопринтеры;
- твёрдочернильные принтеры;
- сублимационные принтеры;
- 3D-принтеры;
- фотонные принтеры;
- офсетные принтеры

- По количеству выдаваемых цветов:

- чёрно-белые (одноцветные, monochrome)
- цветные (многоцветные, color). Кроме базовых цветов CMYK, цветной принтер может быть снабжён лайтами (Light Cyan и Light Magenta), повышающими видимое разрешение при низкой заливке и цветовой охват изображения. Кроме этого, иногда используют оранжевый и зелёный цвета (Orange и Green), немного расширяющие цветовой охват печати. Принтеры, предназначенные для печати по цветным материалам, дополнительно снабжены белым цветом. Принтеры, имеющие расширенные возможности цветового охвата для высококачественной цветной печати фотографий и других изображений, также называют фотопринтерами.

- По типу интерфейса подключения:

- проводные принтеры (по проводным каналам):

- через SCSI-интерфейс
- через последовательный порт (COM)
- через параллельный порт (LPT)
- по шине Universal Serial Bus (USB)
- через локальную сеть (LAN, NET)
- с помощью двух портов, при этом один из портов управляет приводом ЧПУ, через другой порт идут данные на печатающие головки

- беспроводные принтеры (по беспроводной связи):

- через ИК-порт (IRDA)
- по Bluetooth
- по Wi-Fi (в том числе с помощью AirPrint). ИК-соединение возможно только с устройством, находящимся только в прямой видимости до 1—2 метров, в то время как использующие радиоволны интерфейсы Bluetooth и Wi-Fi могут функционировать с преградами уже на расстоянии до 10 метров и до 100 метров соответственно.

Некоторые принтеры (в основном струйные фотопринтеры) располагают возможностью автономной (то есть без посредства компьютера) печати, обладая устройством чтения flash-карт или портом USB для сопряжения с цифровым фотоаппаратом, что позволяет осуществлять печать фотографий напрямую с карты памяти или фотоаппаратов. Принтеры, поддерживающие технологию AirPrint, дают возможность распечатывать документы и фотографии с непосредственно мобильных устройств на базе iOS без использования кабеля (соединение осуществляется по Wi-Fi). AirPrint доступна для iPad, а также для iPhone и iPod Touch не ниже третьего поколения.
Сетевой принтер — принтер, позволяющий принимать задания на печать (см. Очередь печати) от нескольких компьютеров, подключённых к локальной сети. Существует программно-настраиваемый сетевой принтер (то есть это любой подключённый принтер со специальной сетевой настройкой в компьютере) и аппаратно-поддерживаемый (это принтер с IP-адресом, имеющий встроенный сетевой адаптер и подключаемый напрямую в локальную сеть без обязательного подключения к компьютеру). Программное обеспечение сетевых принтеров поддерживает один или несколько специальных протоколов передачи данных, таких, как IPP. Такое решение является наиболее универсальным, так как обеспечивает возможным вывод на печать из различных операционных систем, чего нельзя сказать о Bluetooth- и USB-принтерах.

### Литерные принтеры
Механизм таких принтеров содержит набор символов — литер, и никаких других символов такое устройство печатать не может. Литерные принтеры выпускались исключительно ударного действия.

#### Ромашковый принтер
Ромашковые принтеры сродни пишущим машинкам. В своё время такие принтеры были широко распространены в 1950—1960-е годы, однако с появлением более скоростных матричных аппаратов, а также лазерных принтеров ромашковые практически исчезли, и в настоящее время такой способ печати используется только в электронных и механических печатных машинках.
Основным элементом ромашкового аппарата является колесо-«ромашка», на концах лепестков которого находятся матрицы букв, цифр и прочих символов, обычно по два варианта (прописная и строчная буква) на лепесток.
Ромашка надевается на ось, вращаемую шаговым двигателем. Обычно весь этот механизм вместе с двигателем подмотки ленты, картриджем с красящей и корректировочной лентой выполняется на каретке. При включении происходит начальное позиционирование колеса. Каждому печатаемому символу соответствует определённое число шагов для поворота колеса от начального положения и признак «сдвинуть ли ось по вертикали для верхнего регистра». шаговый двигатель проворачивает колесо до нужной буквы, электромагнит может сдвинуть ось для получения прописной буквы. Для удара по лепестку ромашки используется электромагнитный молоток. Через красящую ленту лепесток ударяет по бумаге.
Каретка ставится перпендикулярно цилиндрическому валу, с помощью которого подаётся бумага. Каретка движется вдоль вала. Таким образом формируется каждая следующая буква в строке. Для перехода на следующую строку вал поворачивается на один шаг, как и в пишущей машинке. Все используемые двигатели — шаговые.
Возможна смена ромашек, что позволяет печатать различными шрифтами или наборами символов.
Для ромашковых принтеров выпускается два вида красящих лент: тряпичная, окрашенная красителем, и пластиковая с нанесенным красителем.
Пластиковая лента позволяет получить более чёткий отпечаток, однако после каждого удара краситель полностью переносится на бумагу. После того как лента полностью используется, её нужно заменить. Тряпичная лента выполняется в виде кольца или устанавливается на реверсируемое устройства, что позволяет использовать одни и те же участки ленты несколько раз.
Для пишущих машинок применялись также пластиковые корректировочные ленты — с белым красителем. Корректировка происходит следующим образом: механизм возвращает каретку назад. После этого происходит замена обычной красящей ленты на корректирующую, например поднятием механизма каретки или поднятием натянутой корректировочной ленты. После этого буква, которую нужно исправлять, печатается заново, но уже через корректировочную ленту.

#### Барабанный принтер
Барабанные литерные принтеры обладают очень высоким быстродействием, печатая до 600 строк в минуту. В них, вместо движущейся вдоль вала подачи бумаги каретки, на всю ширину бумаги располагается барабан, набранный из дисков, на торцевой поверхности которых расположены литерные матрицы. За бумагой на уровне барабана расположен ряд молоточков, управляемых электромагнитами. Барабан вращается с большой скоростью, но в момент прохода матриц нужных литер мимо красящей ленты, молоточки у соответствующих знакомест выдвигаются, прижимая бумагу через красящую ленту к матрицам на барабане, и на бумаге остаются отпечатки литер с барабана. За один оборот барабана оказывается напечатана вся строка целиком, и бумага сдвигается для печати следующей строки.
Из-за недостаточной точности времени удара, такие принтеры давали характерный вид «пляшущих» по вертикали в строке букв. Подавляющее большинство принтеров этого типа имели очень ограниченный набор символов, поэтому именно для них характерна печать «только прописными буквами» и полная идентичность начертания букв различных алфавитов (А русского и A латинского, например).

#### Цепной (гусеничный) принтер
Выпускались принтеры, матрицы литер у которых располагались на соединённых в цепь пластинках. Такая цепь двигалась вдоль печатаемой строки, и молоточки за бумагой в нужный момент прижимали бумагу к ней. Цепь с набором матриц в таком принтере поменять существенно легче, чем тяжёлый барабан в барабанном. Для ускорения печати матрицы более часто используемых литер на цепи повторялись большее количество раз.
Распечатки на таких принтерах отличаются неравномерностью расположения букв по горизонтали, По мере износа матриц и механизма цепи правые (реже левые) элементы литер печатаются всё более бледно.

### Матричные принтеры
Матричные принтеры печатают либо строку горизонтальным движением печатной головки с небольшим вертикальным набором игл, либо как строчные матричные принтеры — всю строку целиком при вертикальной протяжке листа благодаря печатной головке с горизонтальным набором игл во всю его ширину.
Красящая лента

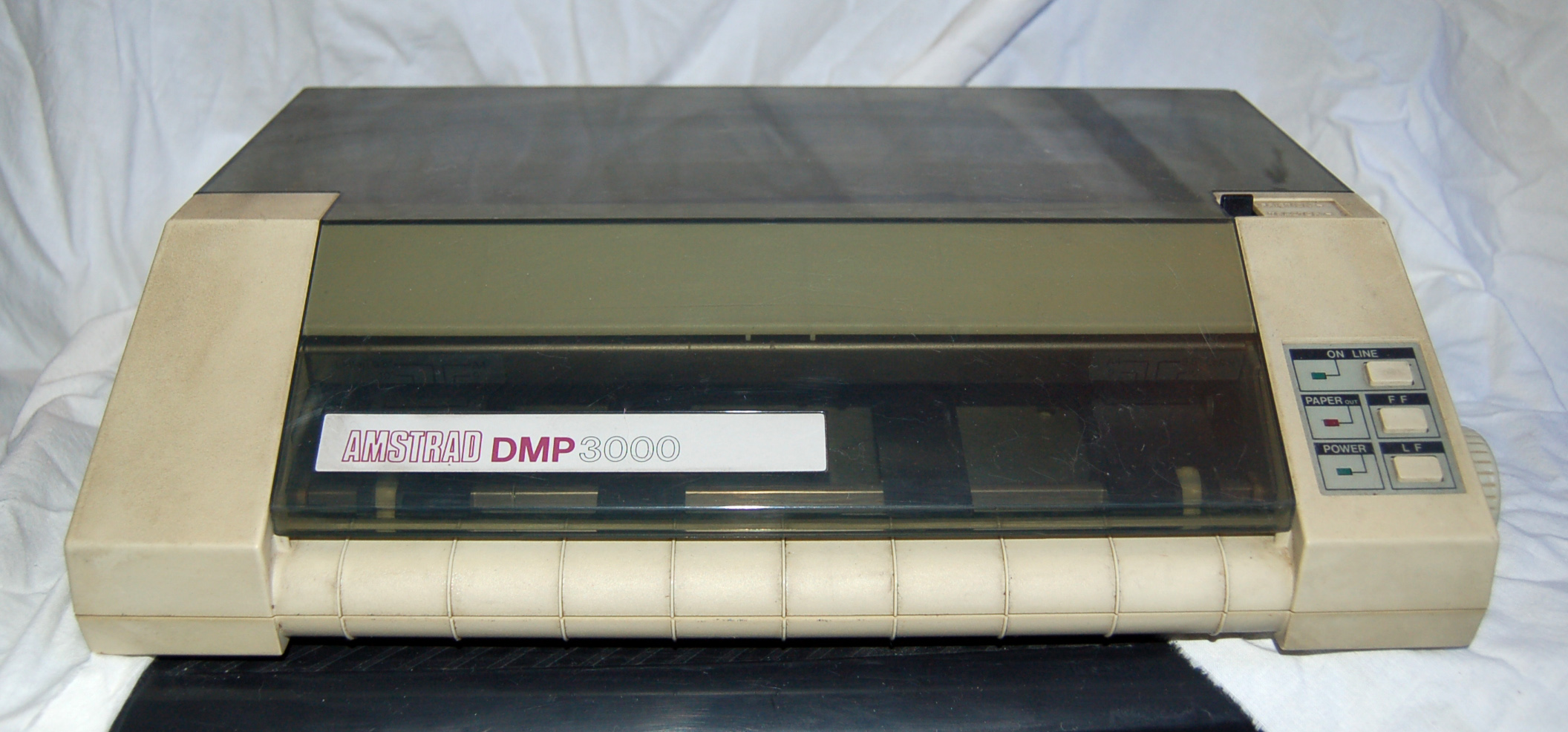
Матричный принтер Amstrad DMP 3000

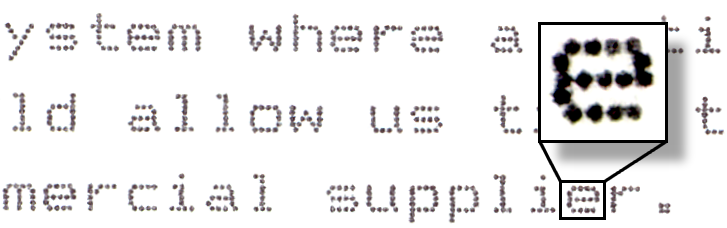
Принцип формирования изображения в матричном принтере

Красящая лента матричного принтера предназначена для хранения запасов красителя и доставки красителя к печатающей головке.
Красящая лента матричного принтера в процессе печати медленно перематывается, доставляя свежий краситель к печатающей головке, причём ленты бывают двух типов — замкнутые в кольцо (перематывается только в одном направлении) и ленты ограниченной длины, снабжённые механизмом реверсивной перемотки. На некоторых матричных принтерах, при разрушении механизма реверсивной перемотки, закончившуюся ленту можно перематывать вручную.
Со временем красящая лента изнашивается механически — печатающая головка буквально разрезает красящую ленту вдоль, надвое. В некоторых случаях можно продлить срок службы красящей ленты, перевернув её другой стороной. Если лента ещё не изношена, а изображение существенно побледнело, можно пропитать ленту свежими чернилами, и цвет восстановится. При крайне редком использовании матричного принтера красящая лента страдает в большей степени от банального высыхания красителя, чем от механического износа. Отпечатанные изображения бледнеют. Подсохшую красящую ленту достаточно пропитать маслом для смазки бытовых швейных машин, и цвет восстанавливается.
Сравнение с другими типами
- Качество печати. Очень низкое, сравнимое с качеством пишущей машинки. Впрочем, возможна графика. 9-игольные принтеры маркируются NLQ (near letter quality, «почти как у машинки»), 24-игольные — LQ (letter quality, «как у машинки»).
- Цветопередача. Существовали цветные матричные принтеры с четырёхцветной лентой, они могли печатать семью фиксированными цветами. Жёлтая часть ленты очень быстро загрязнялась, и цветопередача дополнительно портилась. Тем не менее, в 1980-е годы это был единственный способ настольной печати в цвете.
- Скорость печати. Для обычных 9- и 24-игольных принтеров в текстовом режиме — десятки секунд на страницу, в графическом — несколько минут. Высокоскоростные принтеры в несколько раз быстрее. Возможна печать через копирку и на самокопирующихся бланках. Там, где нужно оперативно печатать один экземпляр (например, в кассах), у матричных принтеров всё ещё нет равных — пока лазерный нагреется, матричный выдаст распечатку.
- Стоимость отпечатка. Крайне низка (расходный материал — красящая лента). Отлично печатают на бумаге крайне плохого качества, что ещё снижает стоимость. Возможны нестандартные форматы бумаги, это важно для бланков строгой отчётности, которые делают из качественной бумаги (например, железнодорожный билет АСУ «Экспресс», 2011 год).
- Печать на нетрадиционных материалах. Некоторые модели принтеров (с прямым трактом) позволяют печатать, например, на паспортах.
- Устойчивость отпечатка к внешним воздействиям. Наивысшая среди всех технологий компьютерной печати; отпечатки стойки к воде и трению. Следы от иголок дополнительно усложняют подделку документов. Со временем отпечатки выцветают, но не критично, и даже спустя десятилетия остаются читаемыми.
- Возможная длина отпечатка. Не ограничена. Возможны ограничения спулера печати (как, например, в Windows — печать идёт только страницами). Подача бумаги бывает ручная (поштучная) и рулонная.
- Широкие форматы. Существуют принтеры под формат А3 (узкой стороной).
- Экологичность. Низкое энергопотребление, небольшой объём и простота утилизации расходных материалов, невысокие требования к бумаге. Сильный шум.
- Простота обслуживания. Работает в самых спартанских условиях. Прежде, чем закончиться, картридж предупреждает об этом неконтрастными отпечатками. В самом крайнем случае можно печатать через копировальную бумагу вместо картриджа. При подаче с рулона — бумага практически не заминается.
- Основное применение в настоящее время. Печать документов. Матричный принтер можно найти в банках, билетных кассах, различных бюро, лабораториях, медицинских учреждениях, в составе кассовых аппаратов.

### Струйные принтеры
Принцип действия струйных принтеров похож на матричные принтеры тем, что изображение на носителе формируется из точек. Но вместо головок с иголками в струйных принтерах используется матрица дюз (то есть головка), печатающая жидкими красителями. Печатающая головка может быть встроена в картриджи с красителями (в основном такой подход используется на офисных принтерах компаниями Hewlett-Packard, Lexmark, Canon). В других моделях офисных принтеров используются сменные картриджи, печатающая головка, при замене картриджа не демонтируется. На большинстве принтеров промышленного назначения чернила подаются в головки, закреплённые в каретке, через систему автоматической подачи чернил.
Существуют два способа технической реализации способа распыления красителя:
- Пьезоэлектрический (пьезокерамический; Piezoelectric Ink Jet) — над дюзой расположен пьезокристалл. Когда на пьезоэлемент подаётся электрический ток, он (в зависимости от типа печатающей головки) изгибается, удлиняется или тянет диафрагму, вследствие чего создаётся локальная область повышенного давления возле дюзы — формируется капля, которая впоследствии выталкивается на материал. В некоторых головках технология позволяет изменять размер капли.
- Термический (пьезопластический; Thermal Ink Jet; также называемый BubbleJet, разработчик — компания Canon, принцип был разработан в конце 1970-х годов) — в дюзе расположен микроскопический нагревательный элемент, который при прохождении электрического тока мгновенно нагревается до температуры в несколько сотен градусов(нагрев до 500 °C вызовет гидродинамический удар в 25 тонн), при нагревании в чернилах образуются газовые пузырьки (англ. bubbles — отсюда и название технологии), которые выталкивают капли жидкости из сопла на носитель (газовые пузырьки образуются в результате обратного пьезоэффекта с излучением ультразвука, при этом возможен нагрев до 40 °C и понижение давления, которое и выталкивает пузырьки наружу; размер пузырька равен размеру дюзы, а не как считает Epson — размеру молекулы[источник не указан 1127 дней]).

Печатающие головки струйных принтеров создаются с использованием следующих типов подачи красителя:
- Непрерывная подача (Continuous Ink Jet) — подача красителя во время печати происходит непрерывно, факт попадания красителя на запечатываемую поверхность определяется модулятором потока красителя (утверждается, что патент на данный способ печати выдан Вильяму Томпсону (William Thomson) в 1867 году[источник не указан 5526 дней]). В технической реализации такой печатающей головки в сопло под давлением подаётся краситель, который на выходе из сопла разбивается на последовательность микрокапель (объёмом нескольких десятков пиколитров), которым дополнительно сообщается электрический заряд. Разбиение потока красителя на капли происходит расположенным на сопле пьезокристаллом, на котором формируется акустическая волна (частотой в десятки килогерц). Отклонение потока капель производится электростатической отклоняющей системой (дефлектором). Те капли красителя, которые не должны попасть на запечатываемую поверхность, собираются в сборник красителя и, как правило, возвращаются обратно в основной резервуар с красителем. Первый струйный принтер, изготовленный с использованием данного способа подачи красителя, выпустила Siemens в 1951 году.[11]
- Подача по требованию[12] — подача красителя из сопла печатающей головки происходит только тогда, когда краситель действительно надо нанести на соответствующую соплу область запечатываемой поверхности. Именно этот способ подачи красителя и получил самое широкое распространение в современных струйных принтерах.

Сравнение с другими типами (для фотопринтеров)
- Цветопередача. Возможна нестабильность цветов (разные партии красок, отстой краски при бездействии и размешивание — при работе). Но в целом, из-за того, что фотопринтеры могут иметь 8 и более цветов, при регулярной калибровке цветопередача очень хороша (вплотную приближается к лидеру отрасли — химической фотопечати). Растискивание положительное: печатаемая точка больше, чем точность позиционирования головки.
- Качество печати. Высокое качество достигается только на бумаге со специальным покрытием. На обычной офисной бумаге видны «лохматые» края. Также чёткость печати на обычной офисной бумаге повышается за счёт использования специальных пигментных чернил.
- Скорость печати. У простых персональных принтеров — сравнима со скоростью матричного принтера, около минуты на страницу A4. Печать чёрно-белых документов обычно быстрее. Существуют модели струйных принтеров со скоростью печати до 75 страниц в минуту.
- Стоимость отпечатка. При использовании оригинальных расходных материалов очень высока, более доллара на фотографическую страницу. Даже чёрно-белая текстовая страница в несколько раз дороже аналогичной лазерной. Однако использование чернил и бумаги сторонних производителей позволяет снизить стоимость в десятки раз.
- Устойчивость отпечатка к внешним воздействиям. Зависит от состава чернил и материала печати. При использовании водорастворимых чернил и простой офисной бумаги отпечатки боятся воды и могут выцветать. При использовании пигментных чернил (почти все офисные струйные принтеры) свето- и водостойкость повышается на порядок. Использование фотобумаги также делает отпечаток стойким к воде и выцветанию.
- Печать на нетрадиционных материалах. Струйные принтеры (при надлежащей конструкции тракта подачи) могут печатать даже на сувенирах с неровной поверхностью. Никакие другие принтеры не способны на такое. К тому же чернила могут обладать совсем разными физико-химическими свойствами, так что возможна печать, например, на плёнку термопереноса или на ногтях модниц.
- Возможная длина отпечатка. Теоретически не ограничена. Возможны ограничения спулера печати (как, например, в Windows — печать идёт только страницами). Дешёвые офисные принтеры могут не иметь механизма подачи рулонной бумаги.
- Широкие форматы. Из-за хорошего цвета и разнообразия материалов в таких принтерах уже есть надобность (например, рекламные растяжки). Встречаются принтеры шириной в метры.
- Экологичность. Низкий шум. В зависимости от химического состава чернил возможно испарение растворителя.
- Простота обслуживания. Крайне капризны, долгий простой приводит к засорению головки — особенно с неоригинальными чернилами. Дороговизна картриджей и бесконтрольная заправка неоригинальными чернилами вынудила производителей выпускать принтеры с предустановленной СНПЧ оригинального производства с оригинальными чернилами, лишённые таких проблем.
- Основное применение в настоящее время. Фотопечать, широкоформатная печать, специальные виды печати. В начале 2000-х годов широко продвигались как персональные.

#### Классификация
По типу печатаемого материала:
- Рулонный — оснащаются системами подмотки и смотки рулонного материала, предназначены для печати на самоклейке, бумаге, холсте, баннерной ткани
- Планшетный — для печати на ПВХ, полистироле, пенокартоне. Лист материала фиксируется на станине при помощи вакуумного прижима или струбцинами. Каретка (оборудованная приводом движения по оси Х) закреплена на портале, который вместе с кареткой движется над материалом (по оси Y).
- Сувенирный — перемещение заготовки относительно головки, по оси Y, обеспечивается сервоприводом подвижного стола, кроме этого, стол оснащается механизмом регулировки расстояния между заготовкой и кареткой (для печати на заготовках разной высоты). Применяются для печати на дисках, телефонах, для маркировки деталей.
- Гибридный (рулон+планшет) — для печати на бумаге и плёнке стандартных форматов (A3, A4 и т. п.). Оснащаются механизмом захвата и подмотки листового материала.

Кроме этого, существуют струйные принтеры для 3D-печати объёмных форм.
По типу используемых чернил:
- Водные на основе водорастворимого красителя. Используются в абсолютном большинстве бытовых и офисных струйных принтеров и в некоторых интерьерных широкоформатных принтерах. Главный недостаток — слабая светостойкость, то есть быстрое выгорание на солнце.
- Водные текстильные — активные, сублимационные, кислотные применяются для прямой или термотрансферной печати на тканях, с последующей обработкой в каландрах.
- Водные УФ утверждаемые(отверждаемые) — применяются в основном японской компанией Komori в цифровых печатных машинах.
- Сольвентные чернила. Сольвентные чернила применяются в широкоформатной и интерьерной печати. Характеризуются очень высокой стойкостью к воздействию воды и атмосферных осадков. Характеризуются вязкостью сольвента, зернистостью и используемой фракцией пигментного красителя.
- Сольвентные УФ утверждаемые(отверждаемые) — выпускает компания FujiFilm по технологии Smart-UV.
- Спиртовые(на основе этилового спирта) — широкого применения не получили, так как головки, печатающие спиртовыми чернилами, очень быстро высыхают.
- Масляные — используются в системах промышленной маркировки и для тестирования печатающих головок.
- Водно-пигментные (или водно-масляные) — используются для получения изображений высокого качества, в интерьерной и в фотопечати.
- УФ-отверждаемые чернила — чернила отверждаются светом в УФ-диапазоне, применяются как экологичная замена сольвентным чернилам и для печати на жёстких материалах.
- Латексные чернила — в которых происходит химическая кристаллизация воды за счёт нагрева материала, изобретатель компания HP.

По назначению:
- Широкоформатные — основное назначение широкоформатной печати — наружная реклама. Широкоформатные принтеры характеризуются большой шириной печати (чаще всего 3200 мм), высокой скоростью печати (от 20 м² в час), не самым высоким оптическим разрешением.
- Интерьерные — область применения интерьерной печати — печать элементов оформления интерьера, печать плакатов, информационных стендов, чертежей. Основной формат — 1600 мм. Основные производители интерьерных принтеров: Roland, Mimaki.
- Фотопринтеры — предназначены для печати фотографий, печатают на материалах малых форматов(обычно на рулонах шириной до 1000 мм). Цветовая модель не хуже, чем CMYK+Lc+Lm (шестицветная печать), иногда цветовая модель дополняется оранжевым цветом, белой краской, серебрянкой (для получения эффектов металла) и т. п.
- Сувенирные — применяются для печати на небольших деталях, для печати на дисках и заготовках сложной формы. Производятся множеством фирм: TechnoJet, Epson, Canon, HP и т. п.
- Офисные — отличаются от фотопринтеров более дешёвой конструкцией, в большинстве случаев отсутствием лайтов и листовой подачей материала. Основные производители офисных принтеров: Epson, HP, Canon, Lexmark.
- Маркировочные — включаются в состав поточных линий. Печатающая головка, неподвижно закреплённая над конвейерной лентой, наносит маркировку на движущиеся изделия.
- Маникюрные — используются для нанесения на ногти сложного рисунка в нейл-арт салонах.
- Промышленные — для печати книг и газет.

По системе подачи чернил:
- Непрерывная, с расположением питающих ёмкостей и головок на одном уровне (давление на входе головок регулируется высотой питающих ёмкостей). Структура: канистры с чернилами → насос → фильтр → гибкий тракт → каретка → обратный клапан → питающая ёмкость, оснащённая датчиками уровня чернил → головка.
- Непрерывная, с питающими ёмкостями, расположенными выше головок. Давление высокого столба чернил на головки уравновешивается вакуумной системой, состоящей из вакуумного насоса и устройств регулировки вакуума. Структура: канистры с чернилами → насос → фильтр → гибкий тракт → каретка → обратный клапан → питающая ёмкость, оснащённая датчиками уровня чернил и подключённая к вакуумной системе → головка.
- Самотёком. Головки и канистры с чернилами соединяются трубками, проходящими через гибкий тракт. Единственный промежуточный элемент — демпфер, фильтрующий чернила и гасящий колебания давления, возникающие при движении гибкого тракта.
- Подача чернил из картриджей, движущихся вместе с кареткой. Основное достоинство этой системы — низкая стоимость. Недостатки: малый запас чернил в картриджах, утяжеление каретки картриджами, медленное падение давления на входе головок, вызываемое уменьшением уровня чернил в картриджах.

Основные характеристики принтера, это скорость и качество печати, зависящие от принципа печати, чернил, механической составляющей, страной производителем.
Фотопринтеры и офисные принтеры редко комплектуются более, чем одной головкой на каждый цвет. Это связано с невысокими требованиями к скорости печати, кроме того, чем меньше голов, тем проще и эффективнее система их калибровки и сведения.
Широкоформатные и интерьерные принтеры комплектуются двумя-четырьмя головками на каждый цвет.
Для эффективной сушки и предотвращения слипания материала струйные принтеры оборудуются системами подогрева печатного поля, обдува отпечатанного материала. На УФ-принтерах закрепление чернил происходит под действием излучения ламповых или светодиодных излучателей, движущихся вместе с кареткой. Для уменьшения выгорания поверхности печатаемого материала под действием УФ-излучения, при движении каретки над незапечатаемыми участками, излучатели выключаются или закрываются непрозрачными шторками.
В настоящее время наметилась тенденция вытеснения с рынка струйных принтеров форматов А4 и А3 цветными лазерными принтерами. Она обусловлена снижением стоимости лазерных цветных принтеров с одной стороны и применением неоригинальных СНПЧ у струйный принтеров с другой, вызывающей частые нарекания пользователей.

### Сублимационные принтеры
Термосублимация (возгонка) — это быстрый нагрев красителя, когда минуется жидкая фаза. Из твёрдого красителя сразу образуется пар. Чем меньше порция, тем больше фотографическая широта (динамический диапазон) цветопередачи. Пигмент каждого из основных цветов, а их может быть три или четыре, находится на отдельной (или на общей многослойной) тонкой лавсановой ленте (термосублимационные принтеры фирмы Mitsubishi Electric). Печать окончательного цвета происходит в несколько проходов: каждая лента последовательно протягивается под плотно прижатой термоголовкой, состоящей из множества термоэлементов. Они, нагреваясь, возгоняют краситель. Точки, благодаря малому расстоянию между головкой и носителем, стабильно позиционируются и получаются весьма малого размера.
К серьёзным проблемам сублимационной печати можно отнести чувствительность применяемых чернил к ультрафиолету. Если изображение не покрыть специальным слоем, блокирующим ультрафиолет, то краски вскоре выцветут. При применении твёрдых красителей и дополнительного ламинирующего слоя с ультрафиолетовым фильтром для предохранения изображения получаемые отпечатки не коробятся и хорошо переносят влажность, солнечный свет и даже агрессивные среды, но возрастает цена фотографий. За полноцветность сублимационной технологии приходится платить большим временем печати каждой фотографии (печать одного снимка 10×15 см принтером Sony DPP-SV77 занимает около 90 секунд). Фирмы-производители пишут о фотографической широте цвета в 24 бит, выдавая желаемое за действительное. В реальности же, фотографическая широта цвета не превышает 18 бит.
Наиболее известными производителями термосублимационных принтеров являются Canon и Sony.
Сравнение с другими типами (для фотопечати)
- Качество печати. Хорошая, без растра, картинка (чтобы вывести светлый цвет, принтер испаряет меньшее количество краски). По линиатуре близки к журнальной фотографии.
- Цветопередача. Очень хороша.
- Скорость печати. Около минуты на фотографию 10×15. Профессиональные принтеры 2—3 секунд.
- Стоимость отпечатка.
- Печать на нетрадиционных материалах. Не предусматривается.
- Устойчивость отпечатка к внешним воздействиям. Покрывается плёнкой после печати. Защита от воды и выцветания.
- Возможная длина отпечатка. Для домашних принтеров — только по формату фотографии, обычно 10×15. В профессиональных рулонных — не ограничена.
- Широкие форматы. В домашних — только по формату фотографии. Профессиональные устройства с подачей краски под давлением устроены принципиально иначе, чем домашние, могут быть довольно широки (более 3 м) и даже отнимают нишу у струйных.
- Экологичность. Низкий шум.
- Простота обслуживания. Надёжнее струйных; простои сублимационным принтерам не страшны. Боятся пыли.
- Основное применение в настоящее время. Фотопечать, широкоформатная и сувенирная печать, маркировка.

### Фотонные принтеры[источникне указан 673 дня]
Яркими представителями фотонных принтеров прошлого являются фотолаборатории от Durst, FujiFilm, MCI, Ricoh и многие другие, осуществляет экспонирование изображения на фотобумаге. На сегодня этот способ печати считается самым качественным и профессиональным на уровне с офсетным. Позволяет печатать с качеством до 4000 dpi без полошения и растра. Печатает только на специально-подготовленных материалах и с маленькой скоростью от 20 до 60 см в минуту. При этом:
- воспроизведение цветов 16,7 млн оттенков;
- глубина цвета 36 бит;
- передача 256 оттенков на каждый цвет (RGB).

Изображение высокой стойкости — в помещении 10 лет, на солнце — 1 год. Печатает только на рулонных материалах. Используется в основном для печати фотографий и качественных репродукций, а также фотокниг.
Представитель фотонных принтеров — LumeJet.
Сравнение с другими типами
- Качество печати и цветопередача. Лидер отрасли: 1200 и более dpi без растра. Иногда бывает, что для бытовых фото 10×15 тайком делают дополнительную обработку фото, а для более крупных форматов — печатают так, как заказано.
- Скорость печати. От 20 до 60 см в минуту.
- Стоимость отпечатка. Сравнима со струйным при несравненно лучшем качестве.
- Печать на нетрадиционных материалах. Не предусмотрена, только определённый сорт фотобумаги.
- Устойчивость отпечатка к внешним воздействиям. Висящая на стене фотография слегка выцветает, но всё-таки держится годами.

### Лазерные принтеры

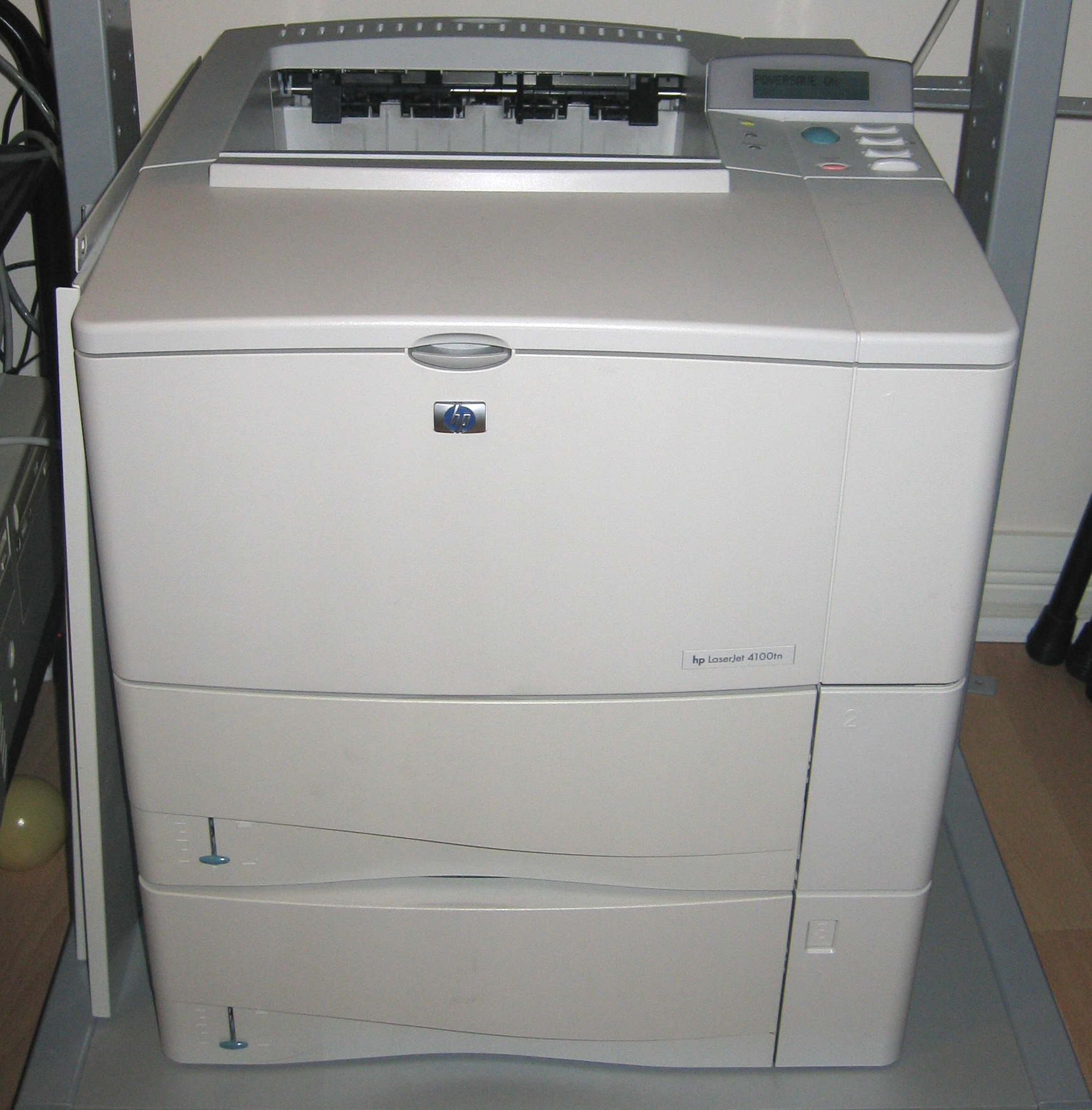
Лазерный принтер HP LaserJet 4100TH

Технология-прародитель современной лазерной печати появилась в 1938 году, когда Честер Карлсон изобрёл способ печати, названный электрография, затем переименованный в ксерографию.
Принцип технологии заключался в следующем. По поверхности фотобарабана коротроном заряда (либо валом заряда) равномерно распределяется статический заряд, после этого светодиодным лазером (в светодиодных принтерах — светодиодной линейкой) в нужных местах этот заряд снимается засветкой — тем самым на поверхность фотобарабана помещается скрытое изображение. Далее на фотобарабан наносится тонер. Тонер притягивается к разряженным участкам поверхности фотобарабана, сохранившей скрытое изображение. После этого под фотобарабаном протягивается бумага, и тонер переносится на бумагу коротроном переноса (либо валом переноса). После этого бумага проходит через блок термозакрепления, где тонер под температурой фиксируется в структуре бумаги (ранее использовался метод прямого механического вдавливания без применения электронагрева). Далее с бумаги снимается электростатика и она поступает на выход устройства. Фотобарабан очищается от остатков тонера в узле очистки и цикл печати возобновляется.
Первым лазерным принтером стал EARS (Ethernet, Alto, Research character generator, Scanned Laser Output Terminal), изобретённый и созданный в 1971 году в корпорации Xerox, а их серийное производство было налажено во второй половине 1970-х годов. Принтер Xerox 9700 можно было приобрести в то время за 350 тысяч долларов, зато печатал он со скоростью 120 стр./мин.
Сравнение с другими типами
- Качество печати — высокое, выпускаются модели с разрешением 2400 dpi.
- Цветопередача. Изготовляемый на основе парафинов тонер имеет стабильные характеристики. Поскольку печатающий узел для каждого из цветов имеет большие размеры и стоимость, то используется только четыре цвета в схеме CMYK, а фотоизображение получается с крупным растром (около 80 lpi), особенно в светлых тонах. Цветные лазерные принтеры позволяют печатать высококачественные цветные изображения, но моделей с фотографическим качеством на данный момент не выпускается. Растискивание обычно отрицательное: к краям заряженной области тонер притягивается плохо.
- Скорость печати. Современные персональные принтеры работают со скоростью 10—20 страниц в минуту. Офисные и промышленные принтеры могут иметь скорость до 400 страниц в минуту. До вывода первого листа проходит некоторое время, необходимое для прогрева узла термозакрепления (от нескольких секунд до десятков секунд). На большинстве персональных принтеров (Canon и HP) используются малоинерционные узлы термозакрепления с керамическими нагревателями, не требующие прогрева, в результате чего существенно сокращается время выхода первого листа.
- Стоимость отпечатка. Наименьшая среди всех типов принтеров (единицы центов США на страницу для чёрно-белой печати и десятки — для цветной). В персональных принтерах используются относительно дорогие картриджи (рассчитанные на объём от 1,5 до 3 тысяч страниц), серьёзно повышающие стоимость отпечатка. Перезаправка картриджей позволяет снизить стоимость отпечатка, но штатная возможность перезаправки не предусматривается производителями (и даже создаются искусственные препятствия, например, в картриджи устанавливаются чипы памяти). Качество печати на перезаправленных картриджах зачастую оказывается низким из-за кажущейся простоты процесса заправки, выполненной непрофессионально. Во многих офисных принтерах среднего и высокого класса предусмотрена штатная заправка тонером, находящимся в специальных контейнерах-(тубах), именно такие принтеры имеют наименьшую цену отпечатка.
- Печать на нетрадиционных материалах. Некоторые типы принтеров могут печатать на глянцевой бумаге, конвертах, наклейках, прозрачной плёнке. Все материалы должны обладать устойчивостью к высоким температурам, иметь определённую структуру, плотность, толщину, гибкость. Все принтеры предназначены для работы со стандартной офисной бумагой с плотностью около 80 г/м². Типы любых других материалов следует использовать только из списка, рекомендованного производителем.
- Устойчивость отпечатка к внешним воздействиям. Хорошо держат цвет, водостойки, но плохо переносят трение. Поэтому документы, выдаваемые надолго (например, паспорт), печатают либо на принтерах других типов, либо очень жирным и чётким шрифтом.
- Возможная длина отпечатка. Лазерная печать — непрерывный процесс, и растровое изображение для отдельного листа должно быть полностью подготовлено в памяти до начала печати. Поэтому размер области печати обычно ограничен, а механизм подачи бумаги рассчитан на работу с пачками определённого одинакового формата (обычно А4, или А3). Широкоформатные принтеры рассчитаны на подачу бумаги из рулонов (с форматом до А0), с автоматическим отрезанием.
- Широкие форматы. Печатающий узел делается на всю ширину бумаги. Встречаются принтеры шириной 36 дюймов = 91 см.
- Экологичность. Загрязняет воздух озоном, диоксидом азота, углекислым газом и тонером. По современным данным, тонер опасен как инертная пыль и из-за пиррола (побочного продукта при производстве сажи) [источник не указан 4426 дней]. Умеренно излучает в УФ и ИК диапазонах
- Простота обслуживания. Надёжно работает в обычных домашних и офисных условиях. О скорой замене картриджа принтер обычно «предупреждает» полосами на отпечатке. Впрочем, тонер пачкается и трудно отстирывается, поэтому не стоит в домашних условиях заправлять пустой картридж. Регулярной замены также требуют печатающий барабан (ресурс составляет порядка 10 тыс. страниц, но может снижаться при использовании некачественной бумаги, не оригинального тонера, частой печати по одной странице на задание; в наиболее дешёвых принтерах встроен в картридж), ролики автоподатчика бумаги. Содержит мощный (до 1000 Вт) электронагревательный элемент и потому не может работать от ИБП.
- Основное применение в настоящее время. Незаменимый помощник в любой конторе. В 2000-е годы подешевели настолько, что стали доступны и домашним пользователям. Из-за качественного одноцветного изображения лазерные принтеры применяют в полиграфии для фотонабора.

### Термопринтеры
Процесс печати состоит в формировании изображения термической печатной головкой на специальной термочувствительной бумаге, которая чернеет (синеет) в местах нагрева, образуя символы. Просты и дешёвы, не требуют красящего вещества, но качество печати невысокое.
Сравнение с другими типами
- Качество печати — разрешение достигает 300 dpi.
- Цветопередача. Чёрно-белый либо синий.
- Скорость печати. Очень быстры, быстрее матричных и струйных принтеров.
- Стоимость отпечатка. Крайне низка, 1 м² кассовой ленты стоит примерно вдвое больше 1 м² офисной бумаги. Это дешевле лазерных отпечатков.
- Печать на нетрадиционных материалах. Печатают только на термобумаге. Выпускают также плёнки и самоклеящиеся этикетки с термопокрытием.
- Устойчивость отпечатка к внешним воздействиям. Отпечатки чернеют от трения, давления, бытовых нагревательных приборов, некоторых бытовых чистящих средств. Выцветают за несколько лет.
- Возможная длина отпечатка. Ограничивается только программным обеспечением.
- Широкие форматы. Существовали телефаксы с нагревательной линейкой по ширине А4, пока их не заменили более удобные струйные и лазерные МФУ.
- Экологичность. Термическая печатная головка не создаёт шума, шум работающего принтера ограничен лишь шумом устройства подачи материала. Практически нет загрязнения. В термобумагу входит вредное вещество бисфенол А, относящееся к веществам 3-го класса опасности (умеренно опасные вещества, ГОСТ 12.1.007).
- Простота обслуживания. Крайне надёжны; единственный расходный материал — термобумага. В современных термопринтерах используется стационарная печатная головка на всю ширину ленты. В ранних моделях часто реализовывалась построчная печать термоголовкой, расположенной на подвижной каретке аналогично матричным и струйным принтерам.
- Основное применение в настоящее время. Массово применяются в малоформатных и малогабаритных печатающих и регистрирующих устройствах, в том числе встраиваемых и с батарейным питанием: факсах, кассовых аппаратах, банкоматах, терминалах обслуживания, медицинских и измерительных приборах.

### Твердокрасочные (или твердочернильные) принтеры
Работают по струйному принципу, но вместо изначально жидкой краски они держат в расплавленном состоянии краску на основе парафина. Из-за большой массы печатающей головки её делают очень широкой, по ширине бумаги. Печатают не напрямую на бумагу, а на промежуточный вал.
Фирменная технология Tektronix, впоследствии — Xerox.
Сравнение с другими типами
- Качество печати — 300 и более точек на дюйм.
- Цветопередача. Аналогична лазерным принтерам; только из-за другого агрегатного состояния краски цвета выходят сочнее.
- Скорость печати. Xerox сумел добиться скорости в 30…85 страниц в минуту. Однако время до первого отпечатка велико, его пытались уменьшить исследованием привычек пользователя и разными уровнями нагрева (экономный/дежурный/рабочий): принтер прогревался в дежурное состояние, когда наиболее вероятно, что начнётся печать, и из этого состояния переходил в рабочее за несколько секунд.
- Стоимость отпечатка. Дешевле даже лазерных.
- Печать на нетрадиционных материалах. Работают даже на плохой бумаге.
- Устойчивость отпечатка к внешним воздействиям. Плохо держат сгибы, изломы, трение твёрдым предметом (теряется цветопередача, но не разборчивость). Нельзя ламинировать твердокрасочный лист, допечатывать его на лазерном принтере[14].
- Возможная длина отпечатка. Твердокрасочная печать — непрерывный процесс, и длина ограничивается прошивкой принтера.
- Широкие форматы. Печатающий узел — на всю ширину бумаги. Но в больших ярких изображениях есть нужда, и самый большой принтер Tektronix — 48 дюймов = 1,22 м.
- Экологичность. Принтер тих, в последних моделях сумели решить вопрос испарений[14]. В середине 1990-х президент Tektronix съел брикет краски, демонстрируя, что она безвредная. Высокое потребление электричества (50 Вт постоянно). Завхозу на утилизацию остаётся только пластиковая упаковка брикетов.
- Простота обслуживания. Несмотря на струйный принцип, не засоряются (нечему высыхать). Парафин при охлаждении сжимается, так что при отключении электроэнергии печатающая головка заполняется воздухом. Потому при включении принтер проводит прокачку головок, а затвердевшая порция краски идёт в отработку — так что желательно принтер держать постоянно включённым. Принтер можно дозаправлять даже во время работы. Перемещать запрещено, не запустив цикл охлаждения.
- Основное применение в настоящее время. Во второй половине 2010-х годов Xerox снял принтеры с производства, взамен предлагая лазерные. Применялись там, где большие объёмы цветной печати перемежаются с длинными простоями (например, при печати учебных или рекламных материалов).

### 3D-принтер (устройство цифрового аддитивного производства, устройство прототипирования)
3D-принтер — оборудование, предназначенное для воспроизведения цифровых данных (3D-модели) в виде твердотельной модели объекта, готовой детали или изделия. Воспроизведение объекта производится послойно, путём создания и интеграции отдельных сечений.
Технологии воспроизведения трёхмерных объектов (аддитивные технологии) является антиподом 3D-фрезерной обработки (субтрактивные технологии). Ключевым отличием является то, что при субтрактивной технологии от заготовки отнимается всё лишнее, а при аддитивной технологии происходит обратный процесс — наращивание тела предмета.
Сравнительная таблица достоинств и недостатков этих технологий:
| Технологическая задача                                                                  | Аддитивная технология | Субтрактивная технология |
| --------------------------------------------------------------------------------------- | --- | --- |
| Получение изделия произвольной формы                                                    | Возможно, кроме этого, возможно получить деталь во внутренней полости другой детали или сложную форму внутренней полости. | Возможно. |
| Материал получаемого изделия                                                            | Некоторые полимеры, в том числе фотополимеры, гипс, материалы порошковой металлургии(порошковые металлы и др.) | Практически любой материал, за исключением чрезмерно крошащихся (некоторые виды резины) или наматывающихся на фрезу (ткань) |
| Точность формы изделия, качество поверхностей.                                          | Обычно невысокая, определяется совокупностью равномерности нанесения слоёв материала и механическими деформациями материала в процессе работы, поверхности изделия могут имеют существенную шероховатость | Очень высокая. Возможно выведение поверхностей, с гранями, почти зеркальной чистоты, однако есть существенные трудности с прорезанием внутренних углов, минимальный радиус скругления которых ограничивается минимальным диаметром фрезы. |
| Возможность одновременного нанесения изображения на изделие, в процессе получения формы | Возможно, при совмещении техпроцесса с технологией струйной 3D-печати. | Невозможно. |
| Скорость получения изделия                                                              | Зависит от общего объёма получаемого изделия и требований к качеству. | Зависит от объёма срезаемого с заготовки материала, от физических свойств материала заготовки, требований к качеству изделия, качества используемых фрез. |
| Возможность дальнейшей обработки получаемого изделия                                    | Зависит от материала изделия. Если требуется качественная покраска, шероховатые поверхности следует доработать. | Зависит от материала изделия. |
| Требования к внешней среде, условия эксплуатации, влияние на среду эксплуатации.        | Аналогичны требованиям к эксплуатации офисного или промышленного оборудования в помещении. Работа в помещении с плохими условиями эксплуатации практически невозможна. Некоторые материалы, применяемые при аддитивной технологии, не переносят высокую влажность окружающей среды (гипсовый порошок твердеет). Оптика лазерных устройств аддитивного производства не переносит работы в помещении с повышенной запылённостью. | Возможность обработки и качество обработки слабо зависят от условий внешней среды (за исключением экстремально низких температур, при которых в подшипниках густеет смазка и замерзает система охлаждения шпинделя, или экстремально высоких, при которых перегревается управляющая электроника). Фрезерная обработка создаёт повышенный уровень шума, повышает запылённость помещения, отличается значительным потреблением электроэнергии. Офисные помещения и небольшие мастерские малопригодны для установки фрезера. |

#### 3D-струйные моделирующие устройства
Струйное моделирующее устройство конструкцией очень схоже с обычным струйным принтером. Ключевое отличие — наличие механизма послойного нанесения полимеризуемого или твердеющего материала на поверхность каждого рабочего слоя. В процессе работы, на каждый вновь сформированный слой наносится полимеризуемый или твердеющий материал. После нанесения каждого слоя струйная печатающая головка, в тех участках, где полимеризуемый или твердеющий материал должен затвердеть, наносит полимеризующую добавку или иной активатор твердения. Цикл повторяется до завершения формирования твёрдого тела внутри массива не полимеризованного порошкового материала. Часто в качестве рабочего материала применяют гипс, который твердеет при контакте с обычными, дешёвыми водными чернилами для струйной печати.

#### Лазерные 3D-моделирующие устройства
В процессе работы лазерного 3D-моделирующие устройства на рабочий стол послойно наносится жидкий фотополимер. После нанесения каждого слоя, в тех местах, где фотополимер должен отвердеть, поверхность фотополимера засвечивается лазерным лучом. Таким образом объект наращивается послойно. После завершения формирования последнего слоя достаточно извлечь затвердевший объект из жидкого фотополимера.
Кроме этого, существуют лазерные 3D-моделирующие устройства, в которых вместо фотополимера используется металлический или полимерный порошок, который при формировании каждого нового слоя спекается лазером до твёрдого состояния. Технологии лазерного спекания могут отличаться типом и мощностью применяемого лазерного излучателя.

#### 3D-моделирующие устройства, основанные на экструзии пластика
В таких устройствах, на будущее изделие, методом непрерывной экструзии, наносится расплав полимера в форме струи, диаметром от нескольких десятых миллиметра до нескольких миллиметров. Склеиваясь между собой, слои формируют будущее изделие. Управляет движением экструдера трёхкоординатная кинематическая система, сходная с той, что применяется в пишущих или режущих плоттерах или гравировально-фрезерных станках. Известны также специальные экструдерные насадки на обычный фрезерный станок с ЧПУ, преобразующие его в 3D-моделирующее устройство.

#### 3D-принтеры для нанесения изображения на объёмных объектах (на 3D-объектах)[15]
По сути эта технология не является аддитивной, так как не создаёт 3D объект, а лишь наносит на готовый 3D объект изображение. В отличие от традиционных принтеров, тем или иным способом создающих изображение на плоских носителях — на бумаге, плёнке или металлической фольге, 3D-принтеры могут наносить изображение на трёхмерные (объёмные) объекты, например, на кружки, мобильные телефоны, сувениры, брелоки, ручки и другие самые обычные изделия.
В отличие от тампонной печати, 3D-принтер не требует изготовления печатных форм, сведения цветов и может оперативно выполнять печать, в том числе и полноцветную, в сколь угодно малых тиражах.
Работа 3D-принтеров, как правило, основана на применении струйной печати, подобно струйным принтерам, только механизм протягивания бумаги заменён на устройство, ориентирующее запечатываемый объект во время печати.
Существуют 3D-принтеры, осуществляющие полноцветную печать на ногтях рук или ног, что с успехом применяется в таком виде маникюра, как ногтевой арт.

### Другие принтеры
- Телетайпные принтеры состояли из электромеханической части, повторяющей электрическую печатную машинку, и модема. То есть в один блок были объединены электрическая клавиатура, электромеханический литерный принтер с рычажно-сегментным литероносителем и устройство приёма и передачи информации по каналу связи. Дополнительно подключалось устройство записи и считывания перфоленты, обычно 5-рядной (5-битной).
- Экспериментальные разработки:
  - Японская компания PrePeat в рамках программы защиты окружающей среды выпустила принтер, не требующий для работы ни чернил, ни тонера, ни бумаги. Для печати вместо бумаги используется тонкий белый пластик. Один и тот же лист можно использовать много раз: перед повторной печатью он автоматически очищается в принтере[16].

### Интернет-принтеры
В последнее время на рынке офисной техники появились принтеры, программное обеспечение которых поддерживает непосредственное подключение к Интернету (обычно через роутер), что позволяет такому принтеру функционировать независимо от компьютера. Такое подключение обеспечивает ряд дополнительных возможностей:
- печать документов или веб-страниц прямо с дисплея принтера;
- печать документов или веб-страниц с любого веб-устройства (в том числе удалённого) без необходимости установки на нём драйвера принтера;
- просмотр состояния принтера и управление заданиями печати с помощью любого браузера вне зависимости от местонахождения;
- оперативное автоматическое обновление программного обеспечения принтера.

## История и принципы работы
Появление в 1984 году доступного лазерного принтера HP LaserJet от Hewlett-Packard и появление поддержки языка PostScript в вышедшем в следующем году LaserWriter от Apple Computer ознаменовало начало революции настольных издательских систем.
В 1981 году термическая технология струйной печати была представлена на выставке Canon Grand Fair. В 1985 году — появилась первая коммерческая модель такого монохромного принтера — Canon BJ-80, в 1988 году появился первый цветной принтер — BJC-440 формата A2, разрешением 400 dpi.

### Картридж принтера
Краситель (чернила, тонер), используемый в принтере, обычно хранится в картриджах.

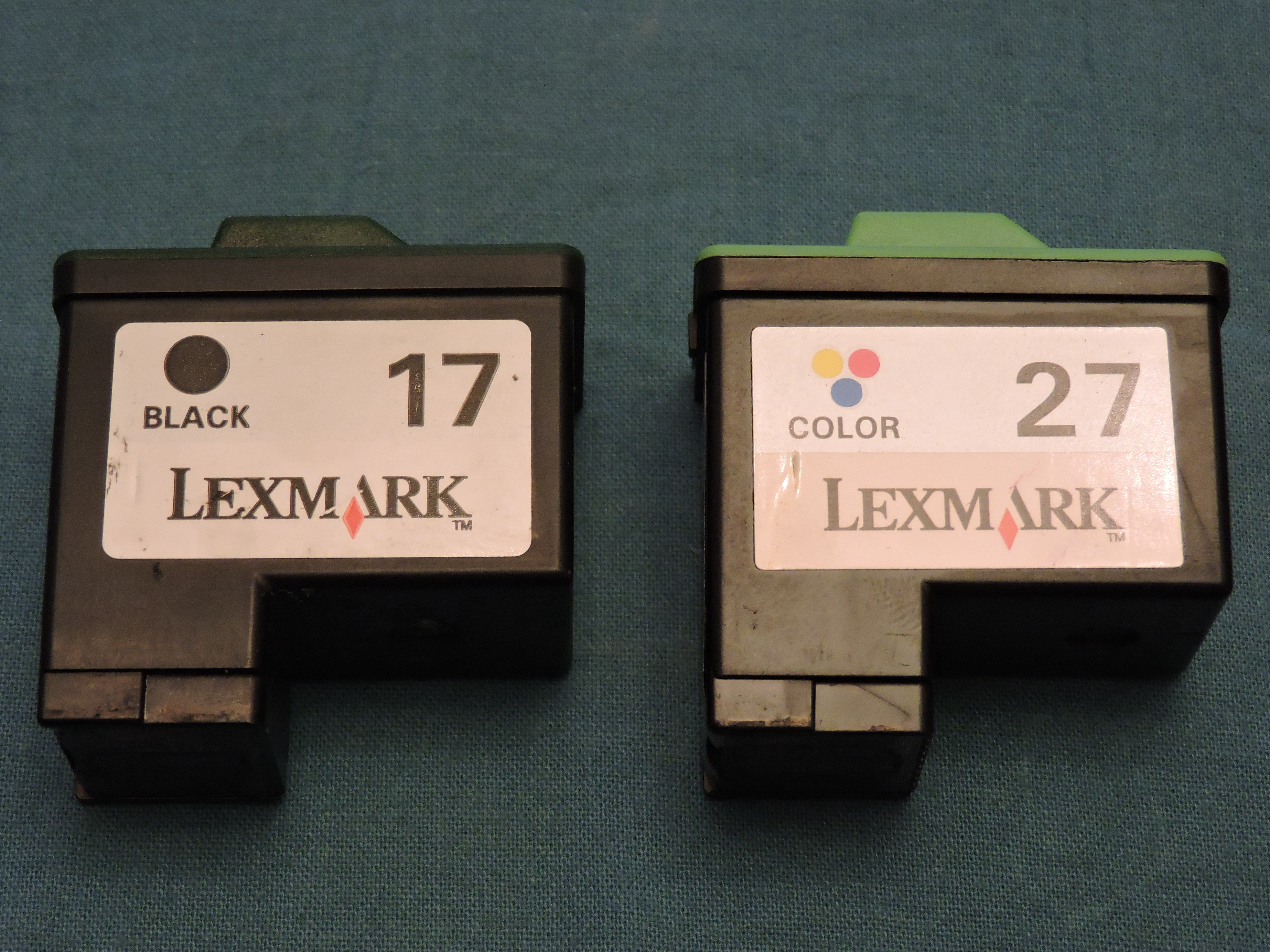
Классические картриджи для струйного принтера

Производители принтеров рекомендуют заправлять их принтеры чернилами/тонером их же производства, однако технически предотвратить использование чернил/тонера от сторонних производителей сложно (как и сделать автомобиль, работающий только на бензине от производителя автомобиля). Покупка так называемых фирменных картриджей обходится дороже, чем перезаправка картриджей чернилами или тонером от сторонних производителей.
Существует целая отрасль производителей чернил, которые поставляют их производителям принтеров по OEM-соглашениям, а также напрямую пользователям под своей торговой маркой, например, inktec, ink-mate. В современных моделях принтеров Canon используются картриджи Fine со встроенным чипом, который контролирует уровень расхода чернил. Но это не мешает перезаправке таких картриджей, даже без перепрограммирования чипа, если после перезаправки остаётся информация, что чернила закончились, принтер печатать не отказывается, лишь сообщает об низком уровне чернил.
Картриджи допускают неоднократную их заправку при соблюдении определённых требований. При этом требуются совместимые чернила, также часто приходится прибегать к мерам по прочистке головки.
Часто под картриджем понимают совмещённую (монолитную) систему головка плюс чернильница. Однако есть и распределённая система, где в качестве картриджа выступает только сменная чернильница. Некоторыми сторонними производителями сменные чернильницы выполнялись в виде перезаправляемых картриджей (ПЗК), где предусматривалось специальное отверстие для удобной дозаправки. Материал такого ПЗК — обычно прозрачный пластик для удобного контроля уровня чернил. Идея ПЗК впоследствии трансформировалась в идею т. н. СНПЧ.

### Печатающая головка струйного принтера

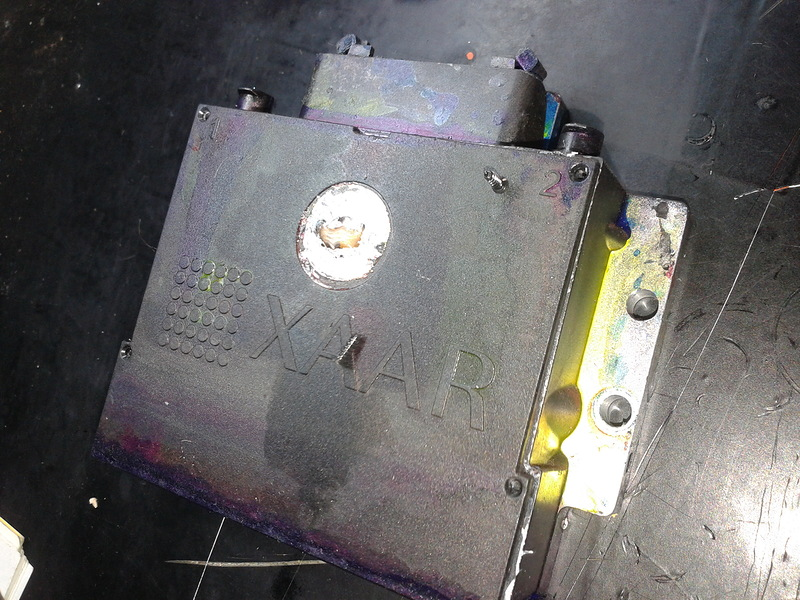
Головка Xaar382 (после двух лет использования)

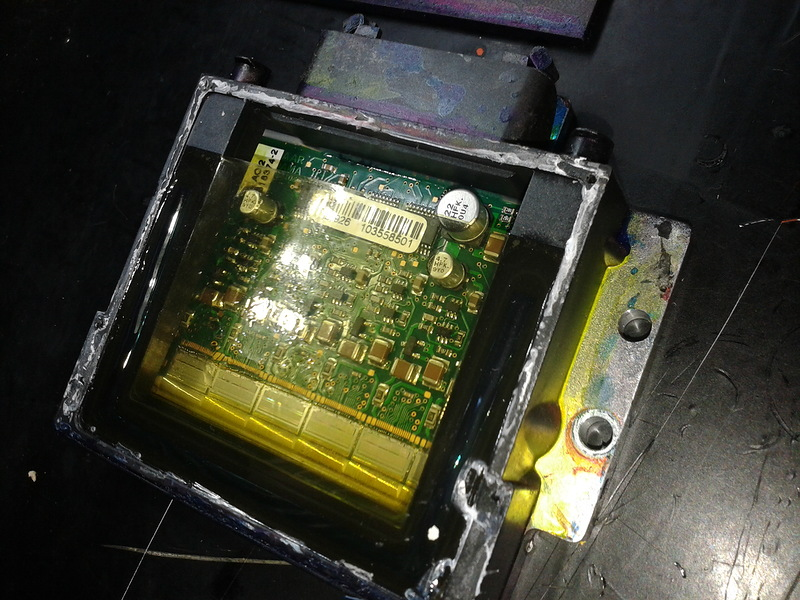
Вскрытие головки Xaar 382

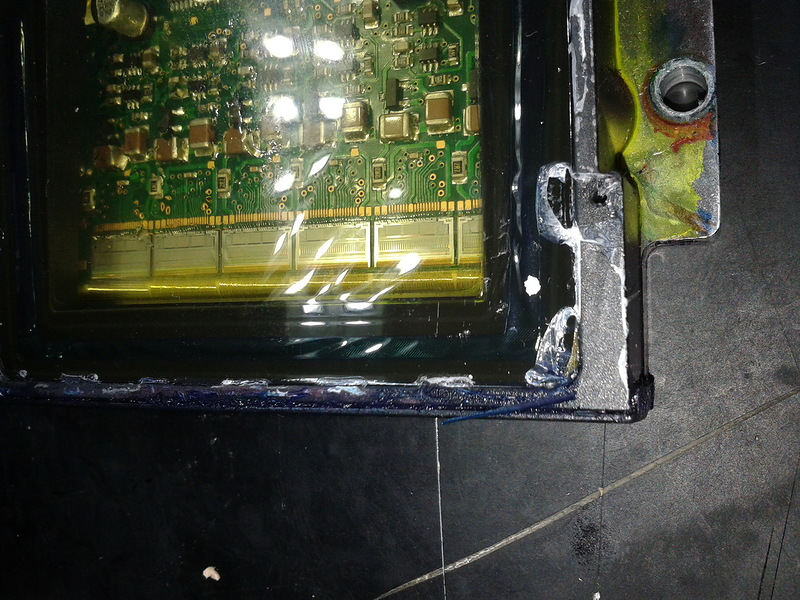
Внутренности печатающей головки Xaar 382

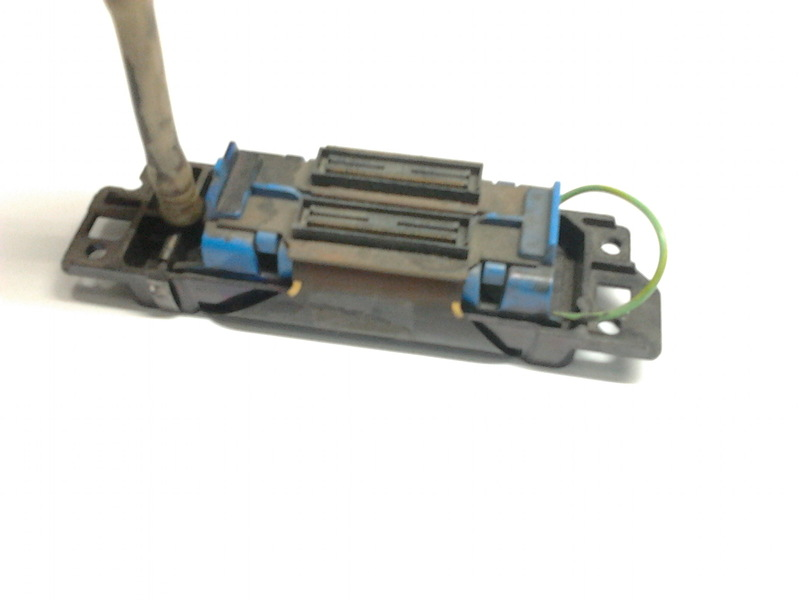
Печатающая головка Spectra-128"SkyWalker"

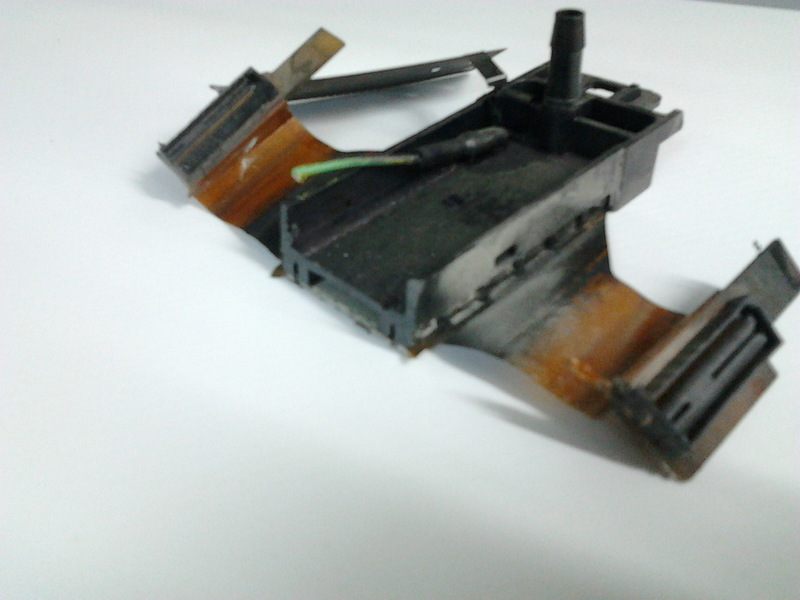
Печатающая головка Spectra-128"SkyWalker" (распилена)

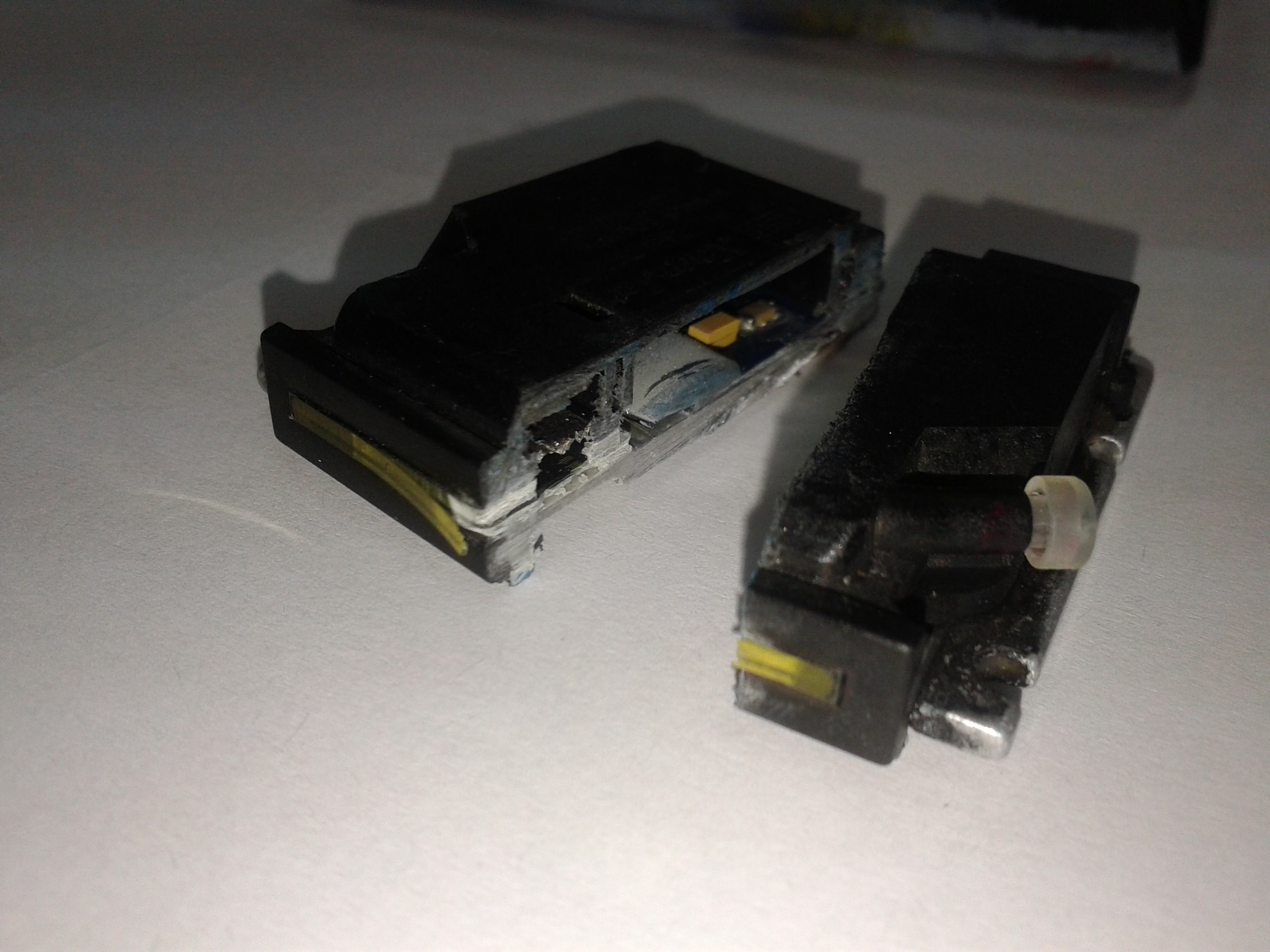
Распил печатающей головки Xaar 128

Печатающая головка — деталь принтера, предназначенная для нанесения чернил на поверхность запечатываемого материала. Печатающая головка является дорогостоящей деталью принтера. Для надёжной и стабильной работы печатающей головки необходимо использовать краску надлежащего качества, кроме этого, следует соблюдать условия хранения чернил (некоторые виды чернил нельзя перемораживать или перегревать). Следует соблюдать сроки хранения чернил (не использовать просроченные). Печатающую поверхность головок следует беречь от зацепов об материал и царапин. Своевременная замена чернильных фильтров заметно снижает скорость засорения голов.
Классификация:
- Термические (пьезопластические) печатные головки. Используются преимущественно в офисных струйных принтерах, используются в китайских водно-пигментных интерьерных принтерах. Отличаются простотой, дешевизной, невысокой надёжностью.
- Пьезоэлектрические (пьезокерамические) печатные головки. Используются в офисных струйных принтерах, в большинстве типов струйных принтеров производственного назначения.

Классификация пьезоэлектрических (пьезокерамических) печатных голов:
- Головки для печати водными и водно-пигментными красками.
- Головки для сольвентной печати. Используются для печати чернилами на основе сольвента и других агрессивных растворителей. Корпус и все детали головок, предназначенных для сольвентной печати, максимально устойчивы к воздействию химически агрессивных веществ.
- Головки для УФ-печати. В отличие от головок, предназначенных только для сольвентной печати, в большинстве случаев имеют встроенный модуль предварительного нагрева чернил (УФ-чернила при нагреве легко разжижаются). УФ-головки оборудованы двумя входами для подачи чернил в чернильную камеру и сквозной промывки чернильной камеры в случае оседания твёрдого осадка чернил (в УФ-печати часто используется белая краска, содержащая цинковый (оксид цинка) или титановый пигмент (оксид титана(IV)) или соли свинца, отличительной особенностью которых является способность давать осадок, поэтому к белому каналу как правило пристраивают рециркуляцию.

Условия качественной работы печатающей головки:
- При печати на внешней поверхности печатающей головки не должно быть загрязнений, так как грязь может закрывать часть дюз, и вместо впрыска на материал некоторые капли будет задерживаться о препятствие. Кроме этого, прилипший к головке ворс (волосок) может смазывать невысохшую краску, оставляя грязные полосы.
- В чернильной камере печатающей головки не должно быть пузырьков воздуха. За дегазацию отвечает фильтр. Головка, подобно любому жидкостному насосу, не способна эффективно прокачивать воздух, и пузырьки воздуха, попадая в дюзы, застревают там и дальше не прокачиваются.
- Давление на входе в печатающую головку должно быть отрицательным, небольшим. При чрезмерном отрицательном давлении головка засасывает воздух (обратно через дюзы). При малейшем положительном давлении чернил на головке сразу образуются капли. Возможность регулировки и способ регулировки отрицательного давления зависят от конструкции системы подачи чернил. На дешёвых настольных принтерах с вставными картриджами во многих случаях регулировка давления не предусмотрена.
- Печатающая головка должна быть достаточно близко к печатаемому материалу, чтобы разлёт чернильных капель был незначителен.
- Напряжение на пьезоэлементах печатающей головки должно быть достаточным для того, чтобы угол разлёта капель был минимален. Всё зависит от производителя оборудования и качества содержания и обслуживания принтера.
- Напряжение на пьезоэлементах не должно быть выше величины, при которой от чрезмерно резкого срабатывания пьезоэлементов в чернильной камере краска буквально вскипает, «завоздушивая» головку. Подобный эффект наблюдается, когда головка начинает излучать ультразвук, что свидетельствует о перегреве пьезоэлемента. В то же время, термоструйные печатающие головки работают именно на этом эффекте.

Сравнительные характеристики некоторых печатающих головок:
| Наименование головки    | Тип используемых чернил           | Количество дюз                         | Размер капли, пл | Максимальная частота работы дюз, кГц | Плотность расположения дюз, дюз/дюйм                   |
| ----------------------- | --------------------------------- | -------------------------------------- | ---------------- | ------------------------------------ | ------------------------------------------------------ |
| Xaar 128-40             | Сольвент, масляные                | 128                                    | 40               | 8,3                                  | 185                                                    |
| Xaar 382-35 "Proton"    | Сольвент, масляные, UV            | 382                                    | 35               | 9,2                                  | 180                                                    |
| Epson DX5/DX7           | Экосольвент, водно-пигментные, УФ | 1440 (8 чернильных каналов по 180 дюз) | 3,5 – 22         | ?                                    | 180 на каждый канал                                    |
| Specta 128 "SkyWalker"  | Сольвент, масляные                | 128                                    | 50               | 16                                   | 50                                                     |
| Specta 512/15 "Polaris" | Сольвент, масляные, УФ            | 512 (два печатающих модуля по 256 дюз) | 15               | ?                                    | Два печатающих модуля по 100 (суммарная плотность 200) |

Головки Specta 128 «SkyWalker» и Xaar128 имеют один чернильный вход и не имеют встроенных нагревательных элементов или датчиков, способных регулировать внешний нагрев головки, необходимый для разжижения УФ чернил. Они малопригодны для УФ печати.
Головки Epson DX5 и DX7 в ряде случаев используются на УФ принтерах, но лишь из-за того, что они очень дешёвые. При использовании УФ краски они выходят из строя гораздо чаще, чем головки Konica или Spectra, но дешевизна головок Epson сводит к минимуму разницу в финансовых затратах на замену голов.

### Чернильный насос струйного принтера

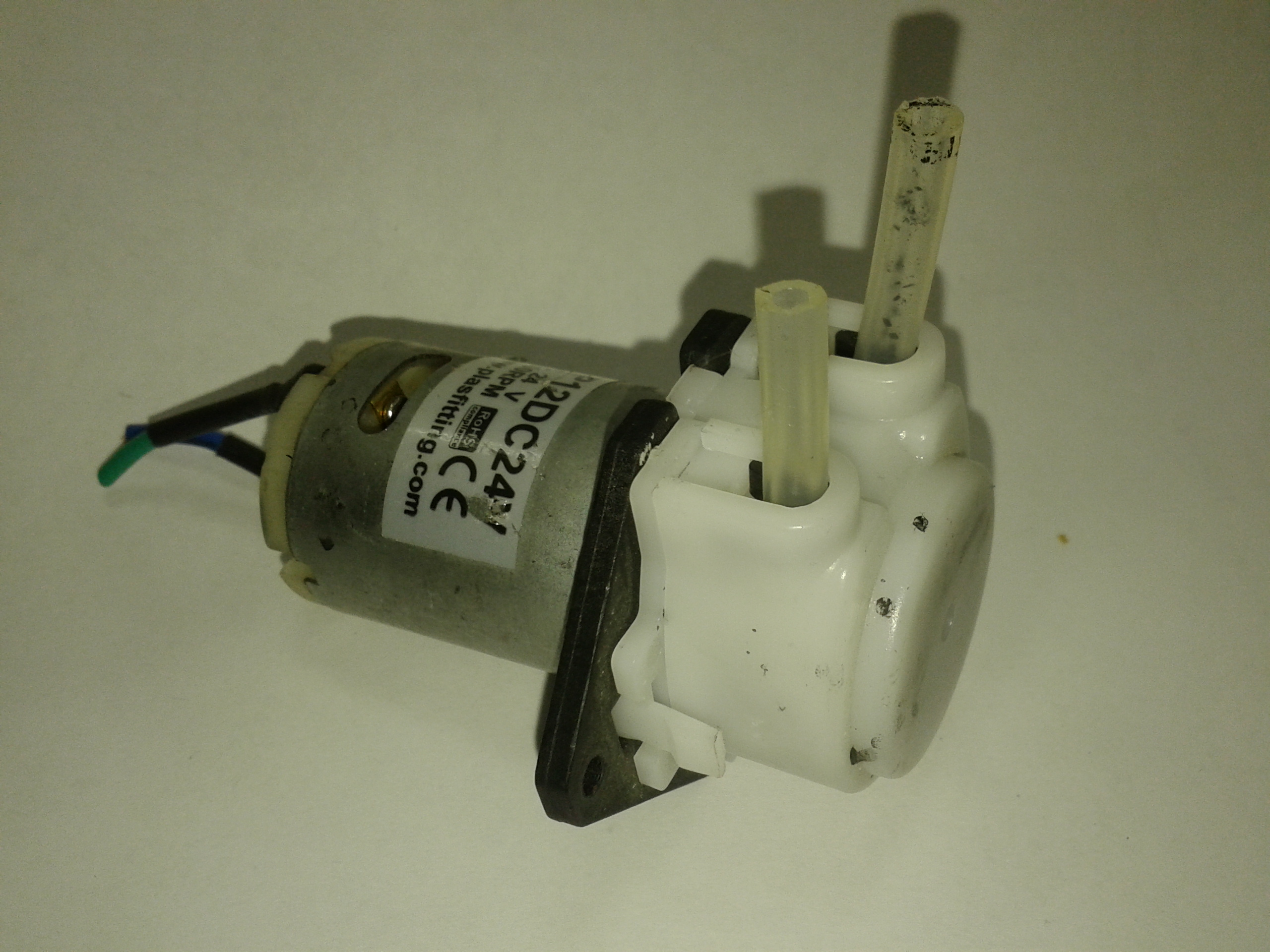
Перистальтический чернильный насос струйного принтера

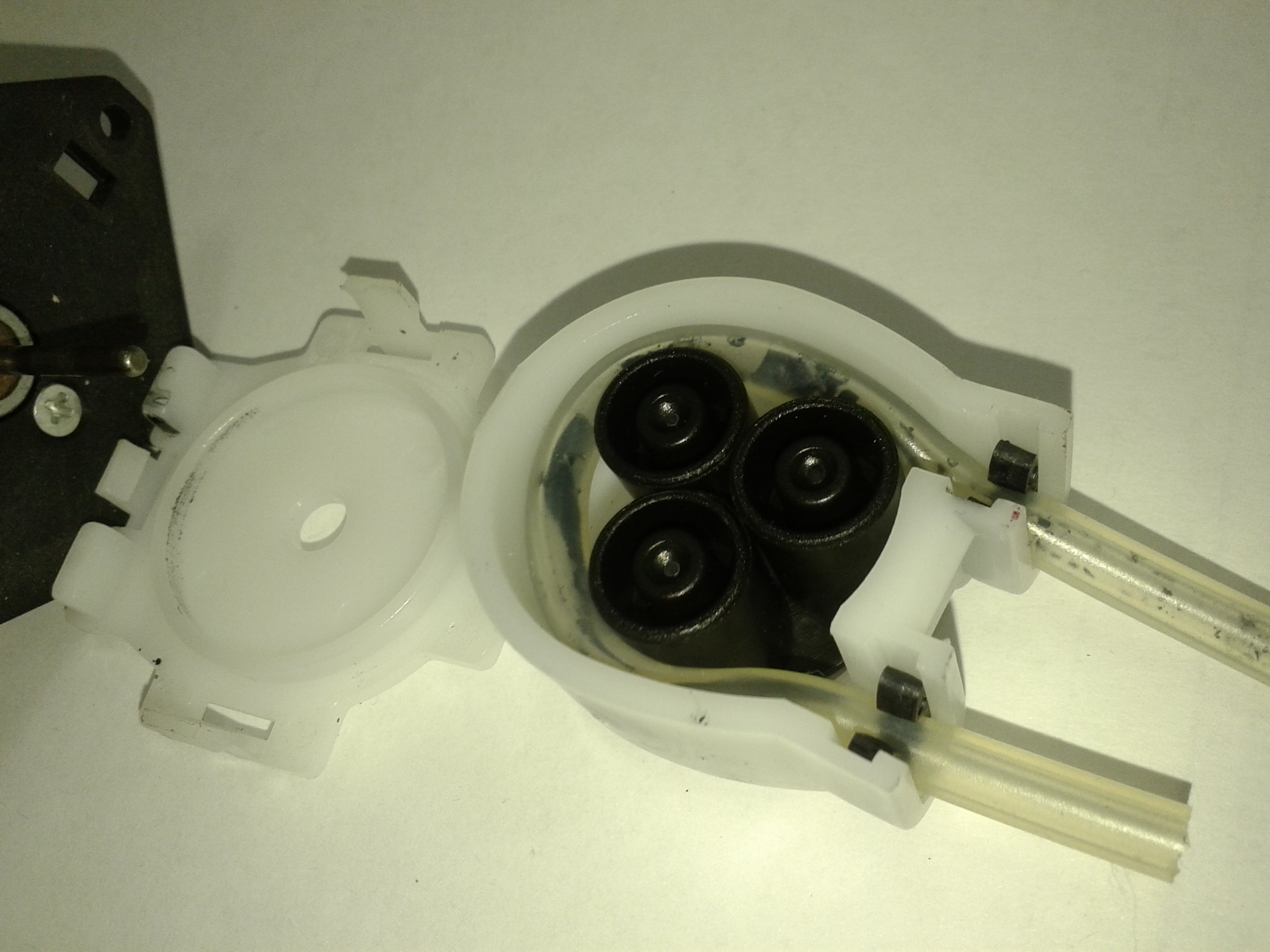
Вскрытие перистальтического чернильного насоса струйного принтера

Чернильный насос — деталь принтера, предназначенная для поддержания вакуума в чернильном тракте. Чернильные насосы используются как в различных системах подачи чернил, так и в системах автоматической прочистки печатающей головки (головок). Насос, работающий в системе подачи чернил, работает совместно с датчиком уровня чернил, находящимся в ёмкости (англ. subtank), непосредственно питающей печатающую головку. Алгоритм включения насоса следующий: принтер печатает — печатающая головка расходует чернила из питающей ёмкости — в питающей ёмкости опускается уровень чернил — срабатывает датчик уровня — включается насос, закачивающий чернила из основной ёмкости с чернилами в питающую ёмкость. Алгоритм выключения насоса: работающий насос наполняет питающую ёмкость чернилами — датчик уровня выключается — выключается насос. Сигнал с датчика подаётся либо непосредственно на насос, либо через промежуточные электронные устройства, выполняющие всевозможные вспомогательные функции: усиление сигнала датчика уровня чернил, контроль уровня чернил в основной канистре с чернилами, выключение насоса в случае залипания датчика, учёт расхода чернил, регулировка скорости вращения вала насоса и т. п.
Насос, используемый в системе автоматической прочистки печатающей головки, работает совместно с герметичной капой, прижимаемой на время прочистки к нижней поверхности печатающей головки. Насос выкачивает из капы чернила и воздух, создавая в капе отрицательное давление. Под действием отрицательного давления из дюз печатающей головки в капу начинают поступать чернила. Таким образом головка прочищается, пробиваются подсохшие дюзы, и удаляется воздух из чернильной камеры печатающей головки.
Чернильные насосы характеризуются:
- максимальным давлением,
- скоростью перекачки чернил,
- диапазоном рабочих напряжений,
- потребляемой мощностью,
- стойкостью конструкции насоса к химическому воздействию различных типов чернил.

Чернильные насосы отличаются достаточно высокой ремонтопригодностью. Основная причина отказа насоса — загрязнение перекачивающих механизмов, которое можно легко устранить.

### Чернильный фильтр

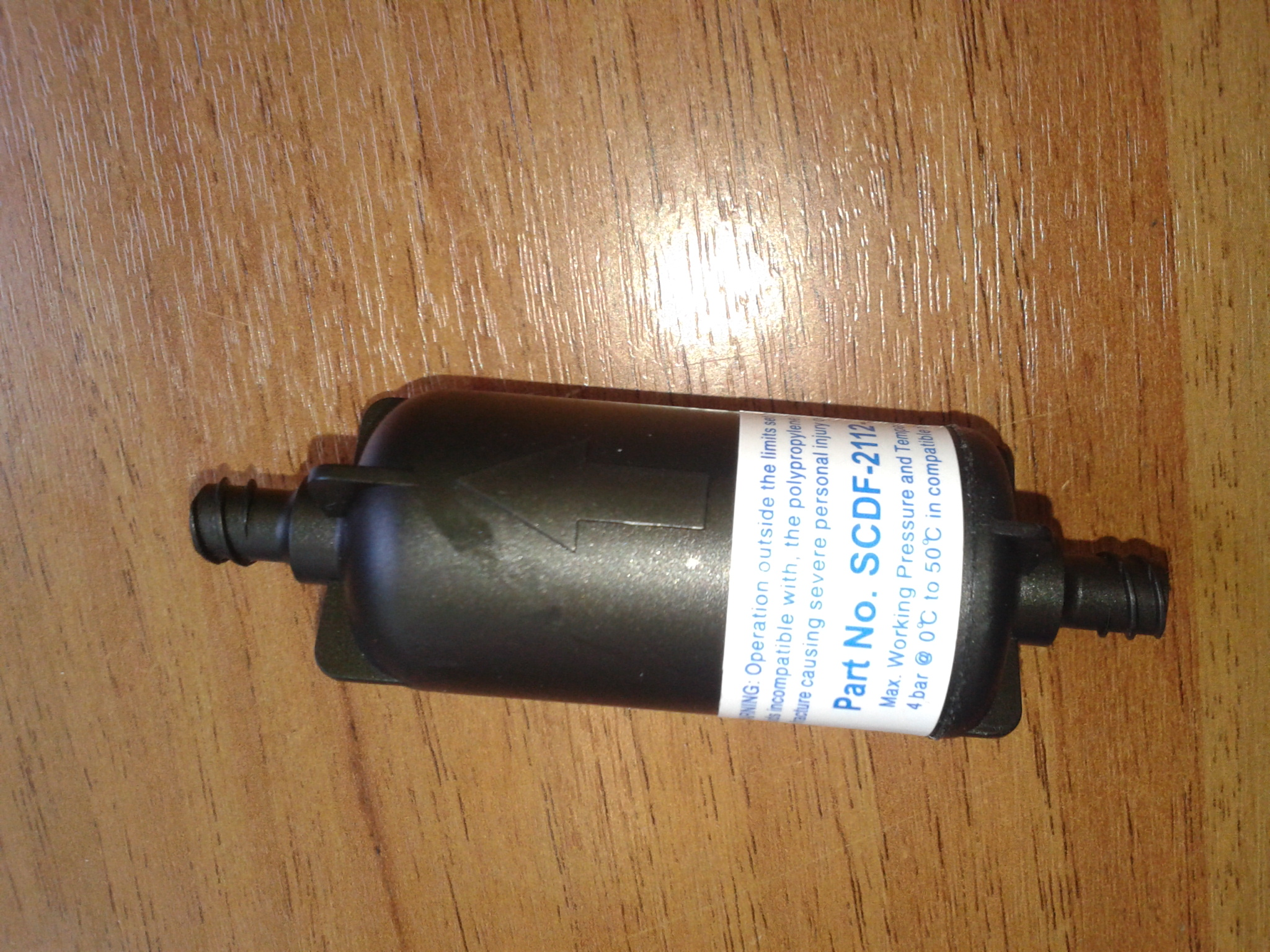
Чернильный фильтр SCDF

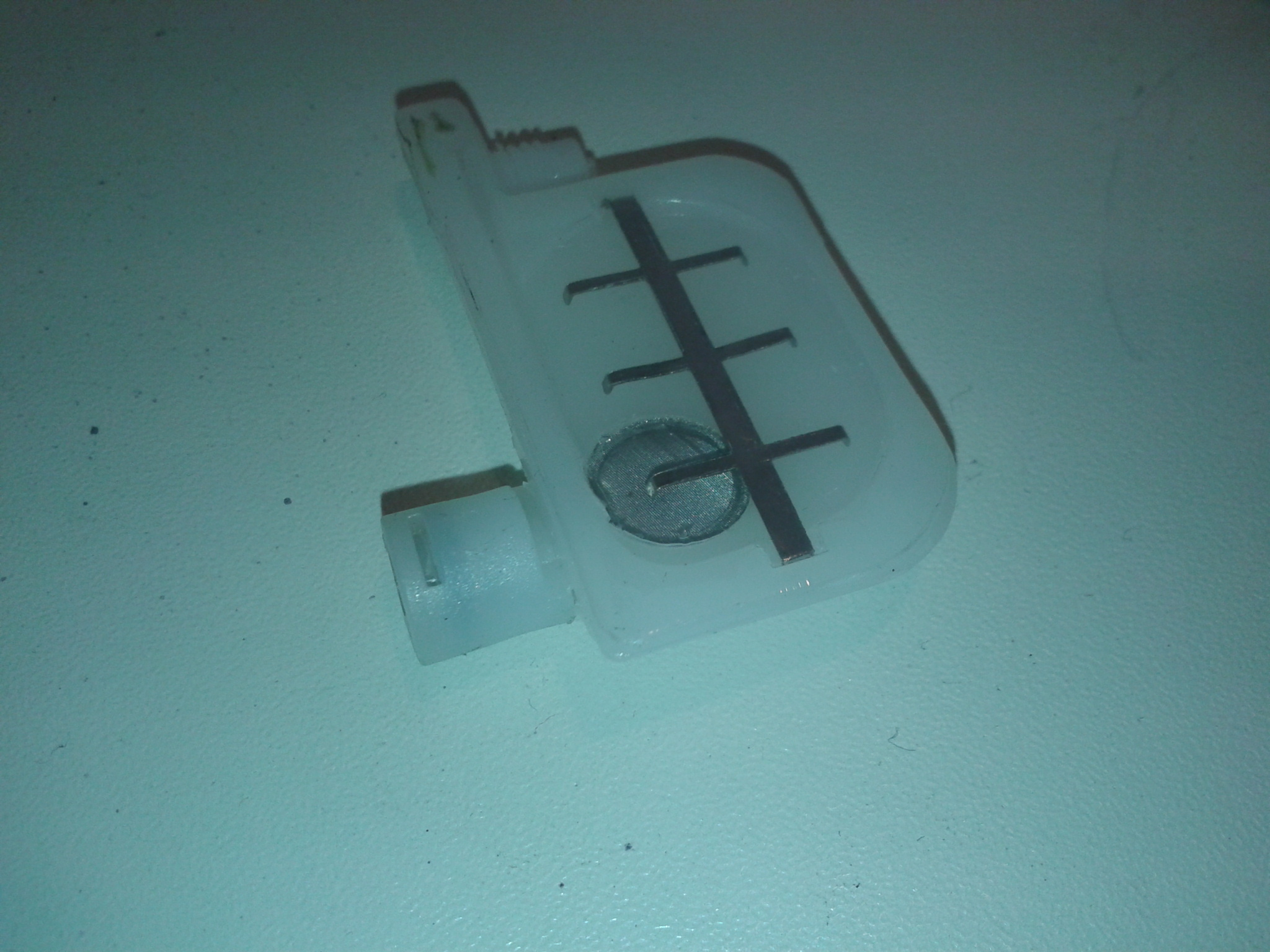
Дампер печатающей головки DX5, со встроенным фильтром (никелевая сетка)

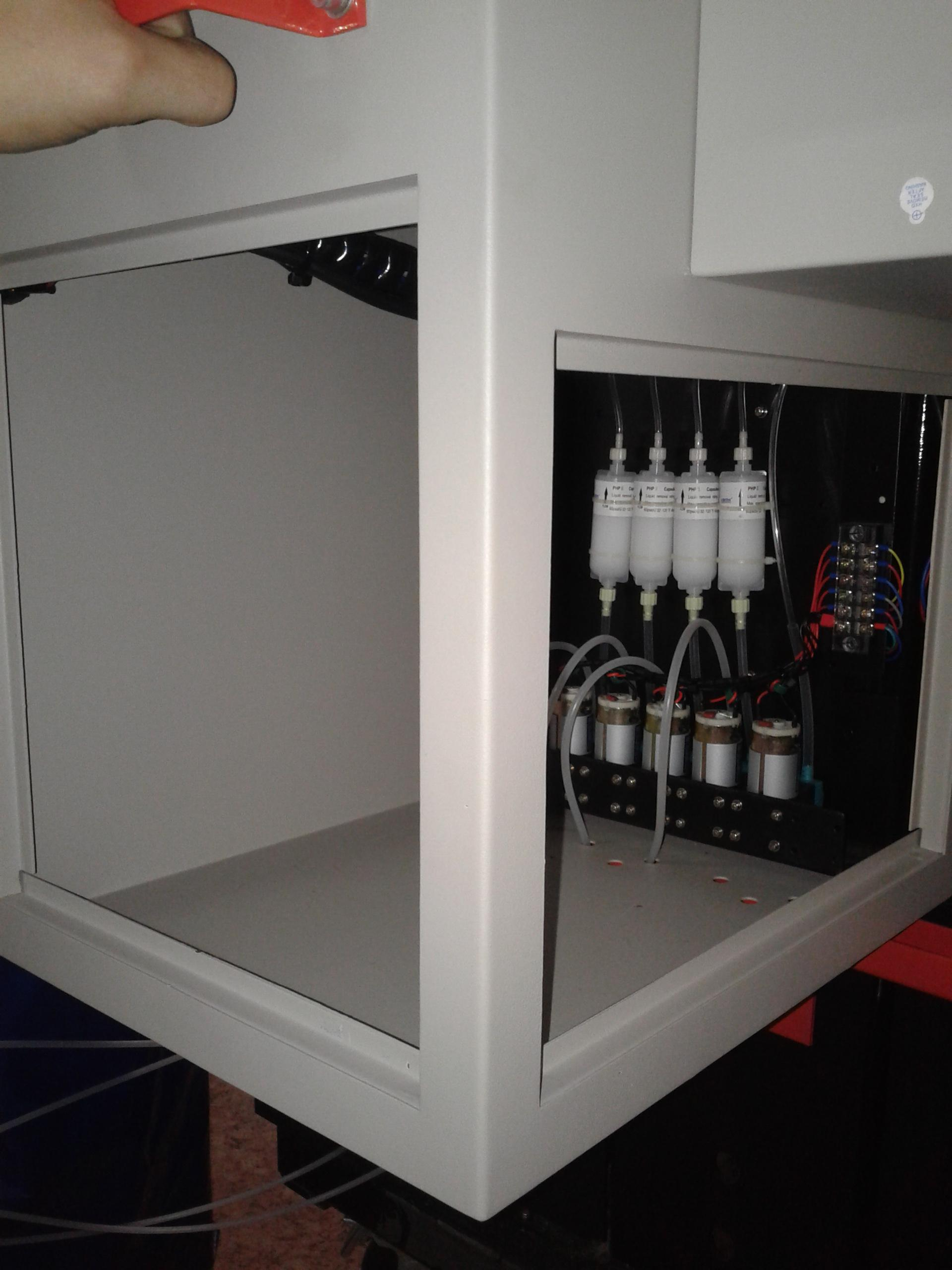
Система подачи чернил принтера BluePrint382, фильтры и чернильные насосы (сухие, без краски)

Чернильный фильтр предназначен для очистки чернил от нерастворимых примесей и осадка, а также пыли, случайно попадающей в краску.
Фильтры характеризуются:
- ресурсом,
- тонкостью очистки,
- химической стойкостью конструктивных материалов фильтра к компонентам различных типов чернил.

В принтерах, печатающих УФ-отверждаемыми чернилами, используются фильтры с непрозрачным корпусом —это предотвращает отверждение краски в фильтре при случайной засветке.
На многих интерьерных принтерах фильтры встроены в дамперы, подключаемые между чернильным трактом и печатающей головкой.
Замена фильтров осуществляется по истечении назначенного ресурса или при переходе на другой тип чернил. При переходе на другой тип чернил, вновь заливаемые чернила могут быть химически не совместимы с ранее использовавшимися. Для предотвращения смешения разных типов чернил, систему следует промыть промывочной жидкостью, а фильтры заменить, так как на них могут долгое время задерживаться остатки старой краски. Ресурс фильтра сильно зависит от условий эксплуатации оборудования, при размещении оборудования в очень пыльном помещении или при использовании низкокачественной краски фильтры засоряются значительно быстрее. При последовательном подключении нескольких одинаковых фильтров существенного прироста качества очистки не происходит, так как все отфильтровываемые примеси остаются на первом фильтре, при этом примеси, которые используемый тип фильтров не способен отфильтровать, свободно проходят через оба фильтра.
Иногда в принтерах используются воздушные фильтры для предотвращения проникновения пыли в краску вместе с поступающим в картридж или в питающую ёмкость воздухом.

### Привод каретки струйного принтера
Привод каретки струйного принтера — совокупность механизмов, предназначенных для перемещения каретки струйного принтера. Привод каретки струйного принтера состоит из:
- Механизмов крепления каретки к балке, обеспечивающих свободное перемещение каретки вдоль оси балки и жёсткость при нагрузках, приложенных в других направлениях. Типичная каретка струйного принтера крепится к балке с помощью линейной рельсы и линейного подшипника (подшипников), на некоторых принтерах (например, на старых Mimaki JV2) вместо одной рельсы используется две направляющие круглого сечения. На офисных струйных принтерах используется крепление каретки на роликах или две круглые направляющие или сочетание роликов и одной круглой направляющей. Рельсовые линейные направляющие на офисных принтерах не используются из-за высокой стоимости данного типа крепления (цена одного-лишь рельсового линейного подшипника может превышать среднюю стоимость настольного принтера в несколько раз). Кроме этого, возможно крепление каретки на линейном двигателе.
- Ремня привода каретки. На некоторых принтерах вместо зубчатого ремня можно обнаружить гибкую стальную ленту. Лента не имеет зубьев, создающих вибрации при вхождении в ведущую шестерню, и обеспечивает более плавное движение каретки, но в сравнении с ремнём имеет меньший ресурс, отследить расход которого невозможно, так как лента, в отличие от ремня, не начинает крошиться перед разрывом, а рвётся сразу. На некоторых принтерах каретка приводится в движение стальным тросиком, намотанным на двухсекционную катушку.
- Двигателя привода каретки. Обычно используется серводвигатель с обратной связью, либо линейный двигатель (магнитная подушка) у более дорогих производителей. На офисных принтерах часто используются обычные шаговые двигатели или редукторные двигатели.
- Очередь печати

### Пакетная печать
Пакетная печать требуется когда надо распечатать большое количество файлов разных форматов. В подобных ситуациях возникает необходимость открывать файлы в различных прикладных программах и по отдельности добавлять в очередь печати файлы разных форматов. Недостатком ручной отправки на печать является невозможность печати файлов в произвольном порядке для сортировки листов. Для решения таких задач существует режим пакетной печати, позволяющий вручную задавать порядок файлов в очереди печати. Функционал пакетной печати может быть и частью прикладных программ, таких как AutoCAD или Autodesk Inventor, и реализован в виде специализированных бесплатных утилит, таких как Print Conductor.

## Нетрадиционное использование
- Радиолюбители успешно применяют лазерные принтеры в «лазерно-утюжной» технологии изготовления печатных плат для создания маски для травления[21]. Аналогичным образом возможно нанесение надписей или изображений, в том числе цветных, на корпусы радиоприборов и иные объёмные предметы, которые штатным образом не помещаются в принтер. Для этого зеркально отражённый текст распечатывается на вощёной бумаге и в нагретом состоянии под давлением переносится на предмет.
- Лазерные принтеры можно использовать для создания надписей и изображений на металлических поверхностях. Для этого в картридж заправляется специальный тонер, и отпечатывается зеркальное изображение либо зеркальный текст. После отпечатанный лист помещается на металлическую пластину под термопресс. Тонер под давлением и при высокой температуре химически воздействует на металл, образуя устойчивые соединения.